# Культура Таиланда

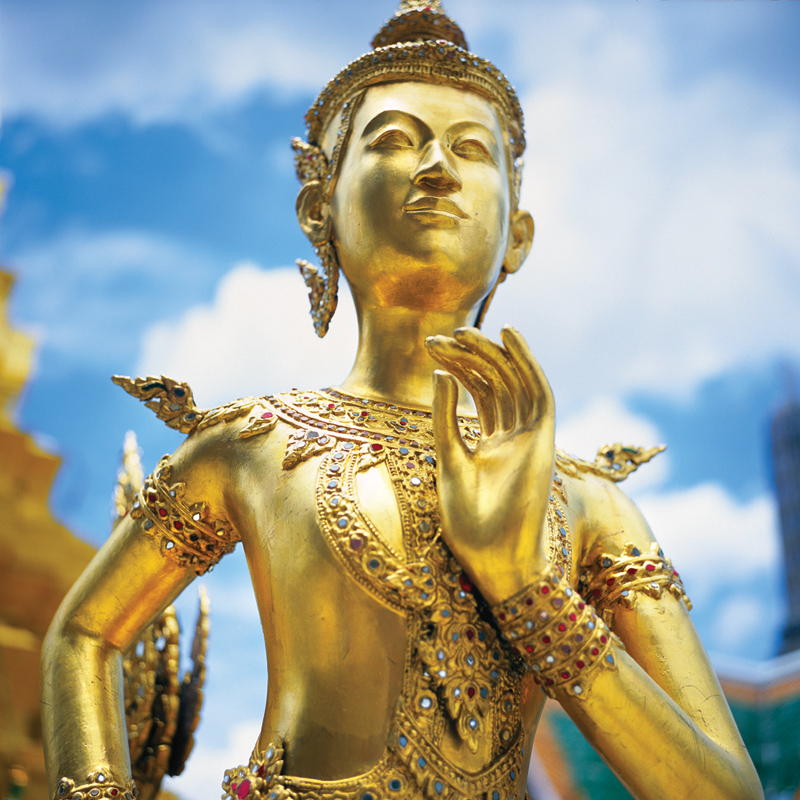
Статуя мифического бога Киннары в Ват Пхракэу, Бангкок

Культура Таиланда развивалась в течение долгого времени от средневекового тайского государства Сукхотаи, государства эпох Аютии, Раттанакосин, испытывала влияние народов Азии. Сильное влияние индийской, китайской и других культур Юго-Восточной Азии до сих пор заметно в традиционной тайской культуре. Буддизм и анимизм также сыграли значительную роль в формировании культуры Таиланда.

## Тайский язык
Официальным языком в Таиланде является тайский язык (ภาษาไทย /pʰa: sa: tʰɑj/, пхаса-тхай), относящийся к тайской группе тайско-кадайской языковой семьи.
Тайский язык состоит из нескольких разновидностей, на которых говорят разные социальные слои населения:
- Бытовой или разговорный тайский (ภาษา พูด): неофициальный язык без вежливых оборотов речи, используется при общении между близкими родственниками и друзьями. Разговорный тайский язык разделятся, в свою очередь, на четыре диалекта — «хамуанг» или северный диалект, «лаосский» или северо-восточный диалект, «тай» или южный диалект и «кланг», или центральный диалект[3].
- Литературный тайский (ภาษา เขียน): на нём существует письменность с закреплёнными литературными нормами. Используется вежливая форма обращения.
- Риторический тайский язык: используется для публичных выступлений.
- Религиозный тайский: находится под влиянием языков санскрита и пали. Используется при общении буддистов или обращении к монахам.
- «Рачасап» (ราชาศัพท์, «Рача» — сок): создан под влиянием кхмерского языка, используется при общении с королём и членами его семьи. Поскольку не все принцы и принцессы королевского двора имеют одинаковые статусы, в языке, при обращении к ним, предусмотрены разные местоимения, существительные и глаголы — в соответствии с королевскими рангами и титулами.

Большинство тайцев могут говорить и понимать все разновидности тайского языка. Литературный, риторический и язык рачасап преподаётся в школах.

## Образ жизни

### Религия

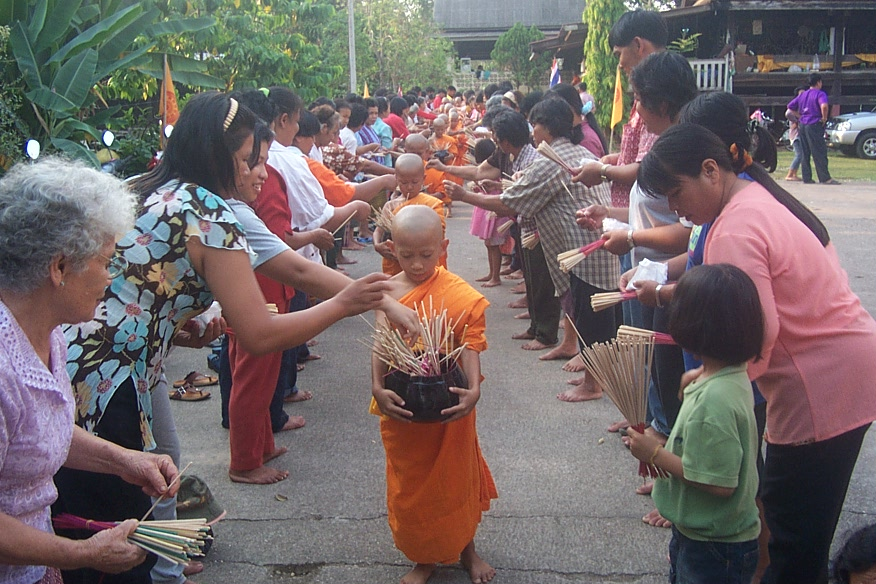
Буддийские послушники во время раздачи благовонных палочек

В Таиланде почти 94 процента населения составляют буддисты, в основном школы Тхеравады и, в меньшей степени, принадлежащие школе Махаяна. Кроме того, здесь есть мусульмане (5-6 процентов), христиане (1 %) и представители других религий. Тайский буддизм Тхеравады поддерживается и контролируется правительством, монахи получают ряд государственных льгот, таких как бесплатное пользование общественным транспортом и др.
Буддизм в Таиланде сочетается с традиционными верованиями тайцев в духов, которые были включены в Буддийскую мифологию. Большинство тайцев чтут дух дома Сан-пхра пхум. Неподалеку от жилища они устанавливают миниатюрные домики для проживания духов. Они делают им приношения еды и питья, чтобы духи чувствовали себя счастливыми. Если подношения не устраивает духов, считается, что они способны вызвать беспорядки. Домики для духов можно найти в общественных местах и на улицах городов Таиланда.
До появления буддизма школы Тхеравада здесь преобладала индийская брахманская религия и буддизм Махаяны. Влияние этих религий можно увидеть в современном тайском фольклоре. Брахманские святыни играют важную роль в тайской народной религии. Буддийское влияние Махаяны проявляется в присутствии таких фигур как Локесвара. Существа Бодхисаттва и Авалокитешвара используются в иконографии Таиланда.

### Обычаи

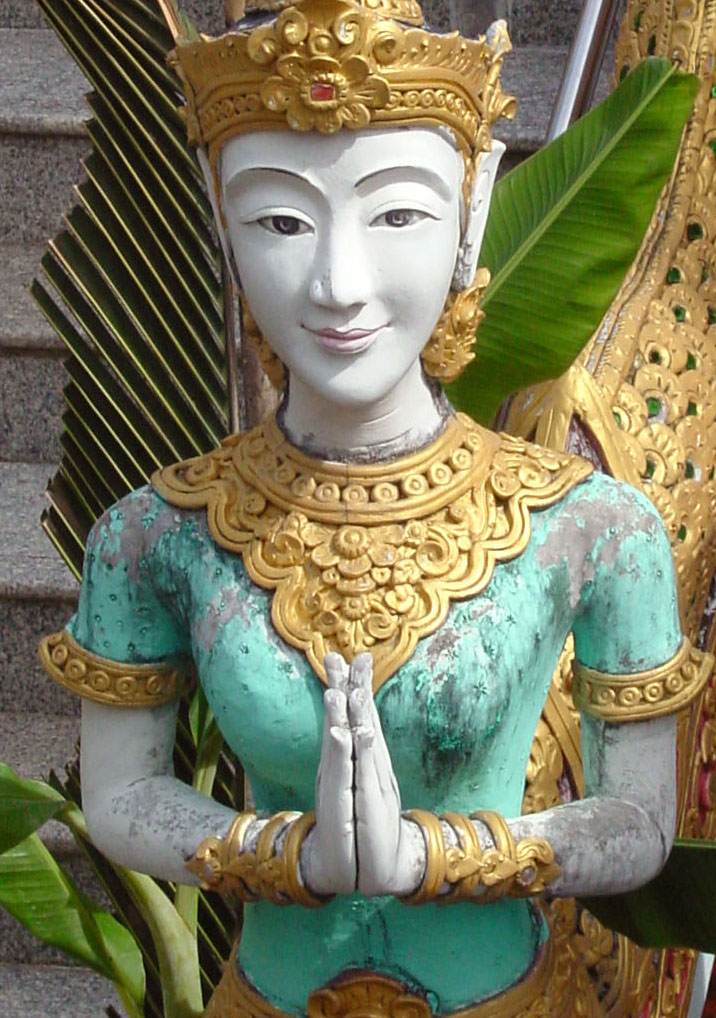
Тайское приветствие, улыбка является важным символом изысканности в тайской культуре.

Обычаи и фольклор тайского народа изучался и описывался в XX веке тайским историком Сатира Косет. С того времени в стране приспособили к современности большое количество традиций. В целом, осталось стремление к утончённости, идущей от древней Сиамской культуры. Изысканность и отсутствие грубости является одной из основных норм повседневной жизни тайского народа.

Женское Тайское приветствие крап

Самобытным тайским обычаем является Тайское приветствие. Оно происходит в разных формах, в зависимости от социального статуса людей. Как правило, приветствие заключается в молитвенном жесте руками, заимствованном у жителей Añjali Mudrā Индийского субконтинента, или небольшом поклоне головы. Приветствие часто сопровождается спокойной улыбкой, символизирующей гостеприимный нрав и приветливое отношение к людям. Более сложным приветствием является крап и моп крап. При крапе человек опускается на колени, а его бёдра опираются на пятки. В моп крапе при приветствиях короля и именитых персон человек становится на колени, руки в «бутоне лотоса» поднимаются вверх и «роняются» на пол.
В туристических проспектах Таиланд часто называют «страной улыбок».
Публичные проявления страсти в традиционном тайском обществе, особенно между влюблёнными, не приветствуются. Однако этот обычай не всегда соблюдается в среде молодежи.
В Таиланде социальная норма гласит, что прикосновение к чужой голове может считаться грубым поступком. Грубостью считается поместить ноги выше чужой головы, особенно если этот человек имеет высокий социальный статус. Это представление исходит от того, что тайцы считают ноги самой грязной частью тела, а голову самой уважаемой частью. Это влияет и на то, как тайцы сидят — ноги они держат подальше от присутствующих. Прикосновение ногами считается грубостью.

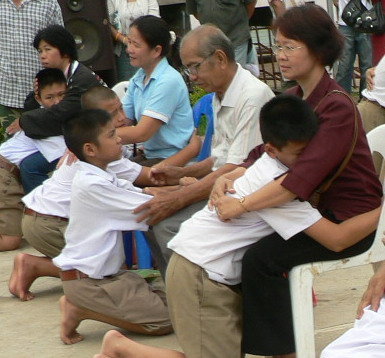
Проявление уважения младших к старшим — краеугольный камень поведения в Таиланде. Семья во время буддийской церемонии с участием мальчиков, которые должны быть рукоположены в монахи.

Тайцы известны своим безмятежным нравом, конфликты и проявления гнева чужды тайской культуре. Разногласия или споры здесь решаются с улыбкой, не следует пытаться возложить вину на другого. В повседневной жизни в Таиланде существует акцент на понятие санук; мысль, что жизнь должна быть веселой. Следуя этому принципу, тайцы могут игриво вести себя на работе и в повседневной жизни. Отображение позитивных эмоций в общении имеет важное значение в тайской культуре.
Во время разногласий тайцы часто используют фразу май пен рай, что переводится как «это неважно». Повсеместное использование этой фразы в Таиланде отражает склонность к минимизации конфликтов и разногласий. Улыбка и фраза «май пен рай» означают, что инцидент не существенен.
Уважение социальной иерархии имеет важное значение в культуре тайцев. Обычай Бун Хун подчеркивает уважение к родителям, опекунам и учителям.
В стране культивируется уважение к королевской династии и королю. Правителя Таиланда Пумипона Адульядета Рама IX называют «посланником небес»,"отцом и кормильцем". Грубостью считается и неуважение к тайским деньгам, поскольку на них есть изображение короля Таиланда.
Ряд тайских обычаев связан со статусом монахов. Им запрещается иметь физический контакт с женщинами. Поэтому женщины пропускают монахов вперед, чтобы не допустить случайного контакта. Женские подношения кладутся к ногам монаха, или на ткань, лежащую на земле или на столе. Миряне должны сидеть или стоять на более низком уровне, чем монахи. В храме во время церемоний монахи сидят на возвышении.
В Таиланде принято снимать обувь перед входом в дом или в храм и не наступать на порог дома.

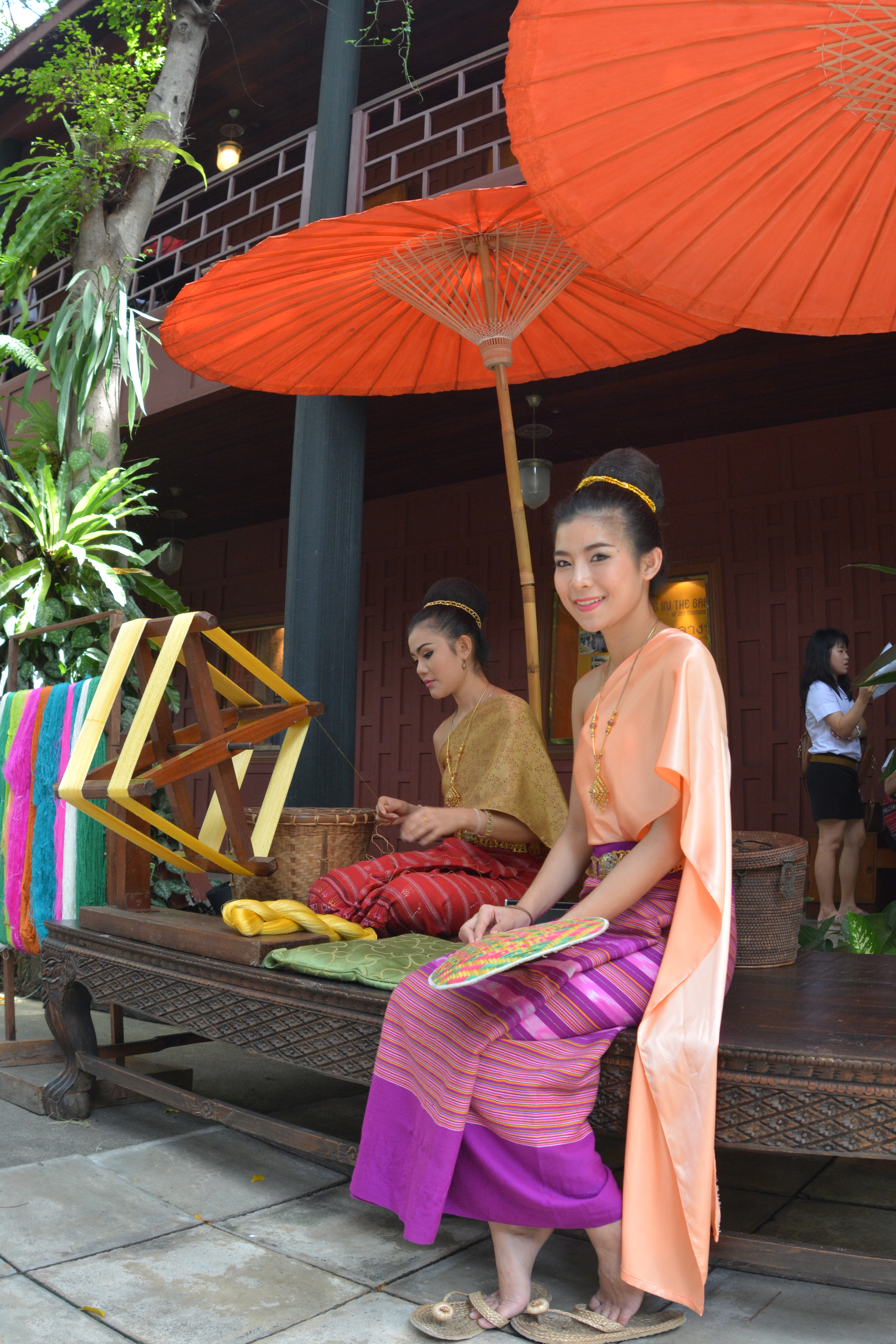
Тайские женщины в сабай, Дом-музей Джима Томпсона

### Традиционная одежда

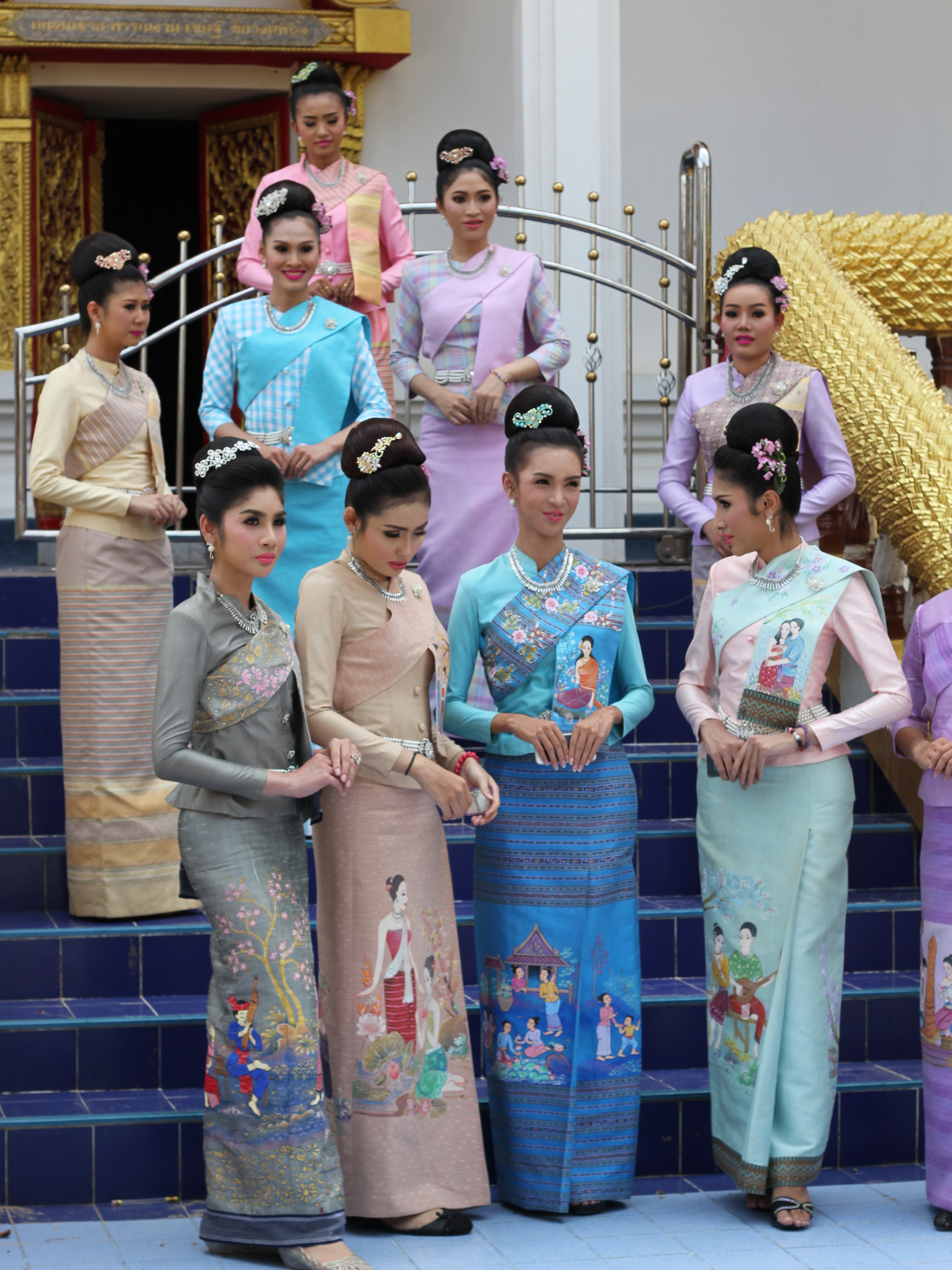
Тайские женщины носят Исан Modifide синх платье на фестивале ракет Бун банг фай в Ройет

Традиционная тайская одежда называется Чуть-Тай (тайск. ชุดไทย, что буквально означает «Тайский наряд». Его могут носить мужчины, женщины и дети. Чуть- тайский наряд для женщин, обычно состоит из чонг крабен, блузки и сабая. Чуть-тайский наряд мужчин включает в себя штаны чонг крабен или брюки, рубашку из хлопка или же шёлка, белые носки. Дополнением являются пояса или ленты на груди. Современные мужчины ходят на работу в строгих костюмах.
Жители Таиланда используют два типа одежды — праздничную и повседневную. Повседневная одежда шьется из хлопчатобумажной и шелковой ткани ярких цветов. Традиционной тайской женской одеждой является длинная юбка (pha sin), состоящая из главной верхней части (hua sin), средней (tua sin) и нижней (tin sin) частей. Все части могут шиться из одного или разных материй с разной окраской.

### Кухня
Основу тайской кухни составляют блюда из риса. Рис используется для еды с мясом и рыбой, с морепродуктами и др. Здесь выращивают разные виды риса: белый, чёрный, красный, душистый, клейкий. Другой основой для тайских блюд является лапша, которая может быть пшеничная, рисовая, яичная, из муки бобов мунг и др.
Тайцы любят острую пищу со специями. Очень распространено в стране тайское карри («kaeng»). Здесть готовится несколько видов карри: Kaeng kari (жёлтый карри), Kaeng khae (карри северной тайской кухни), Kaeng khiao wan (зелёный сладкий карри), Kaeng phet (липкий пряный карри), Kaeng som (кислый карри), Kaeng matsaman (мусульманский карри), Khao soi (суп с лапшой карри), Phanaeng (кремовый мягкий карри) и др.
По мнению тайцев, острое следует есть с рисом, который подаётся на отдельной тарелке.
Наиболее популярны в тайской кухне блюда: остро-кислый суп Том Ям (Tom Yam) с креветками и грибами; очень острый салат из папайи (Som Tam); суп Tom Kha Kai с кокосовым молоком и курицей; булочки с колбасой Poh Piah Sod; макароны с соусом Mi Krob; мясо на гриле Yam Nua; рисовая лапша Phat Thai и др.

#### Тайское карри

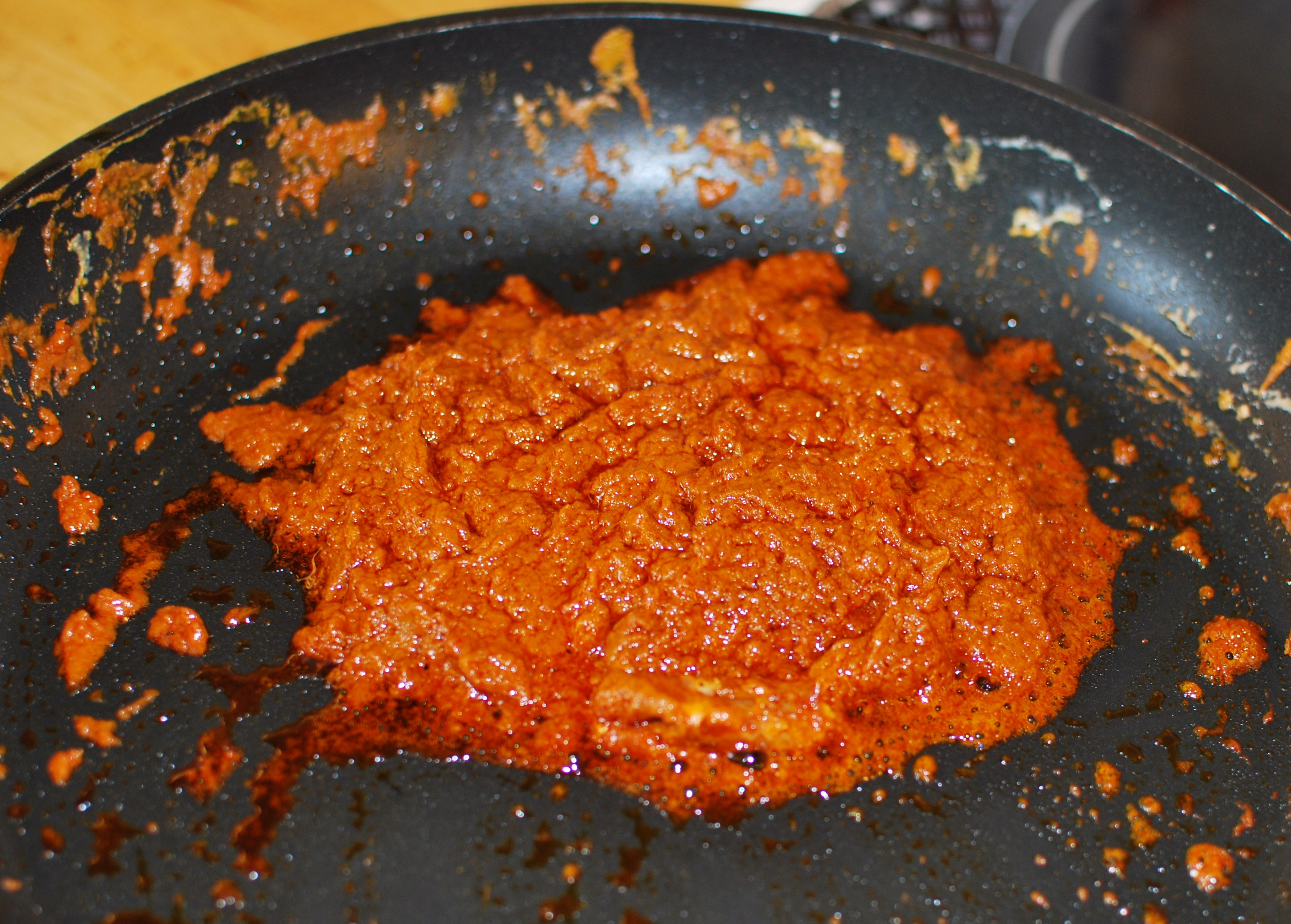
Паста Phanaeng обжаривается с кокосовым кремом
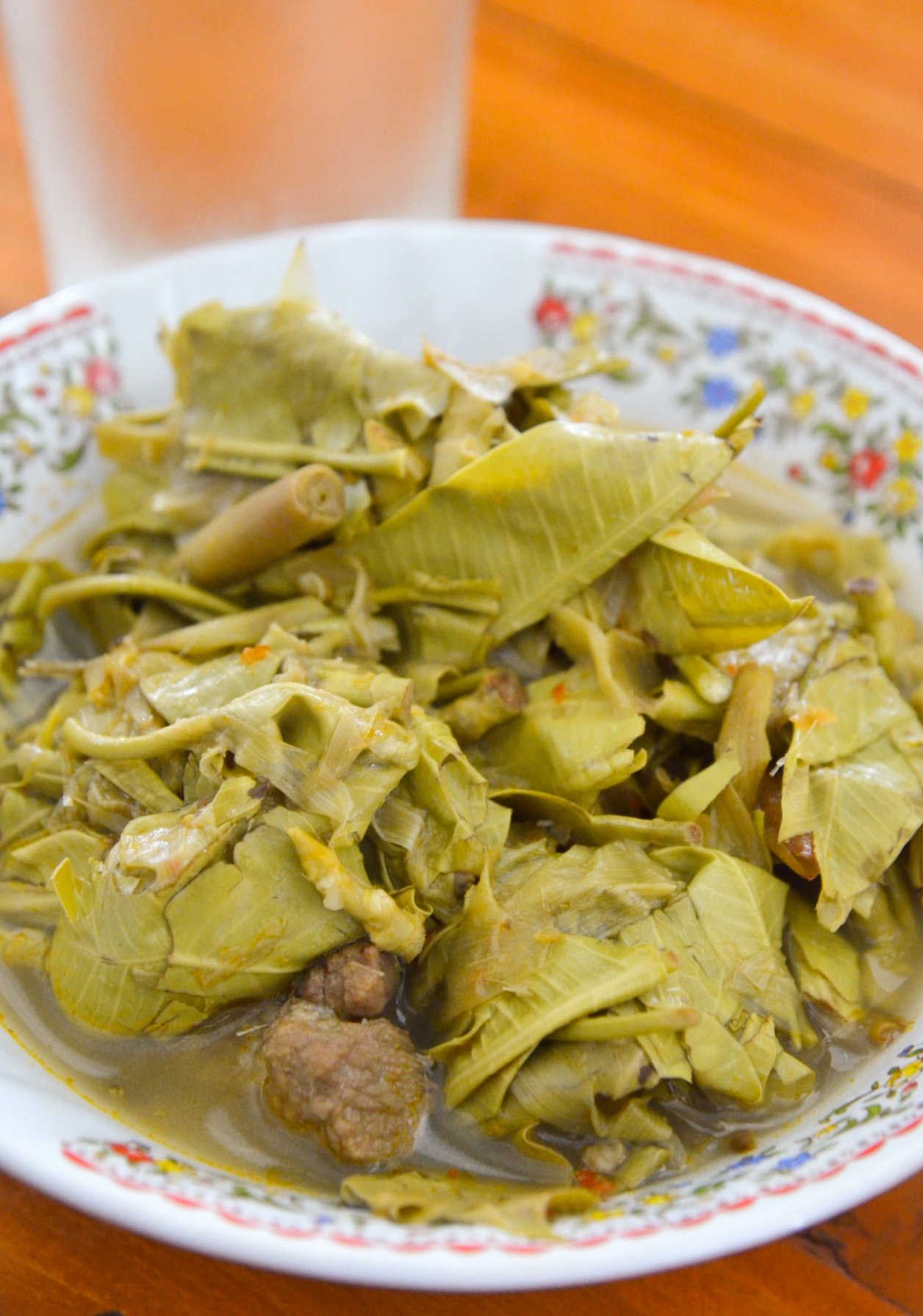
Северный тайский карри Kaeng phak с листьями фикуса
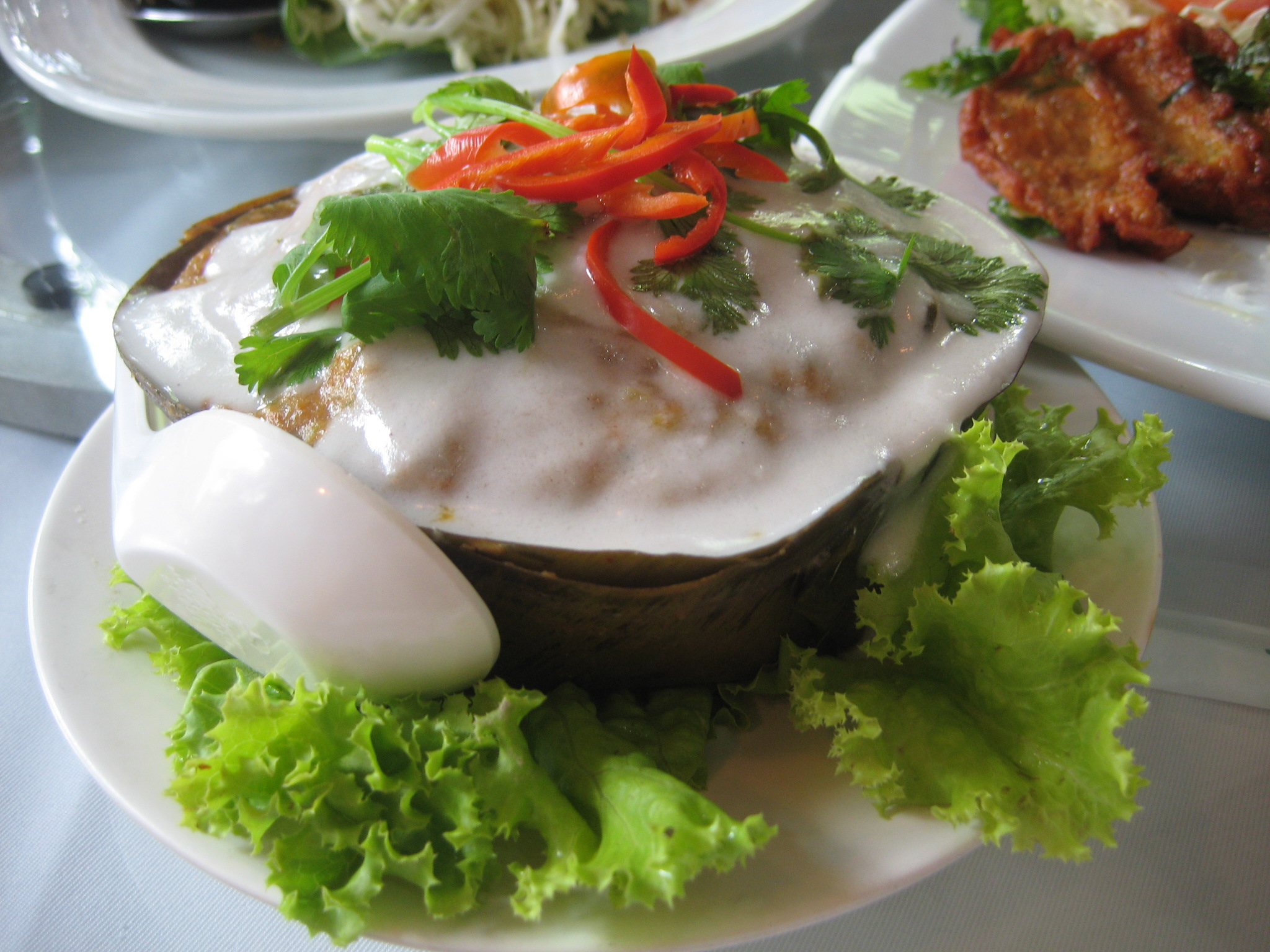
Суфле из рыбного карри
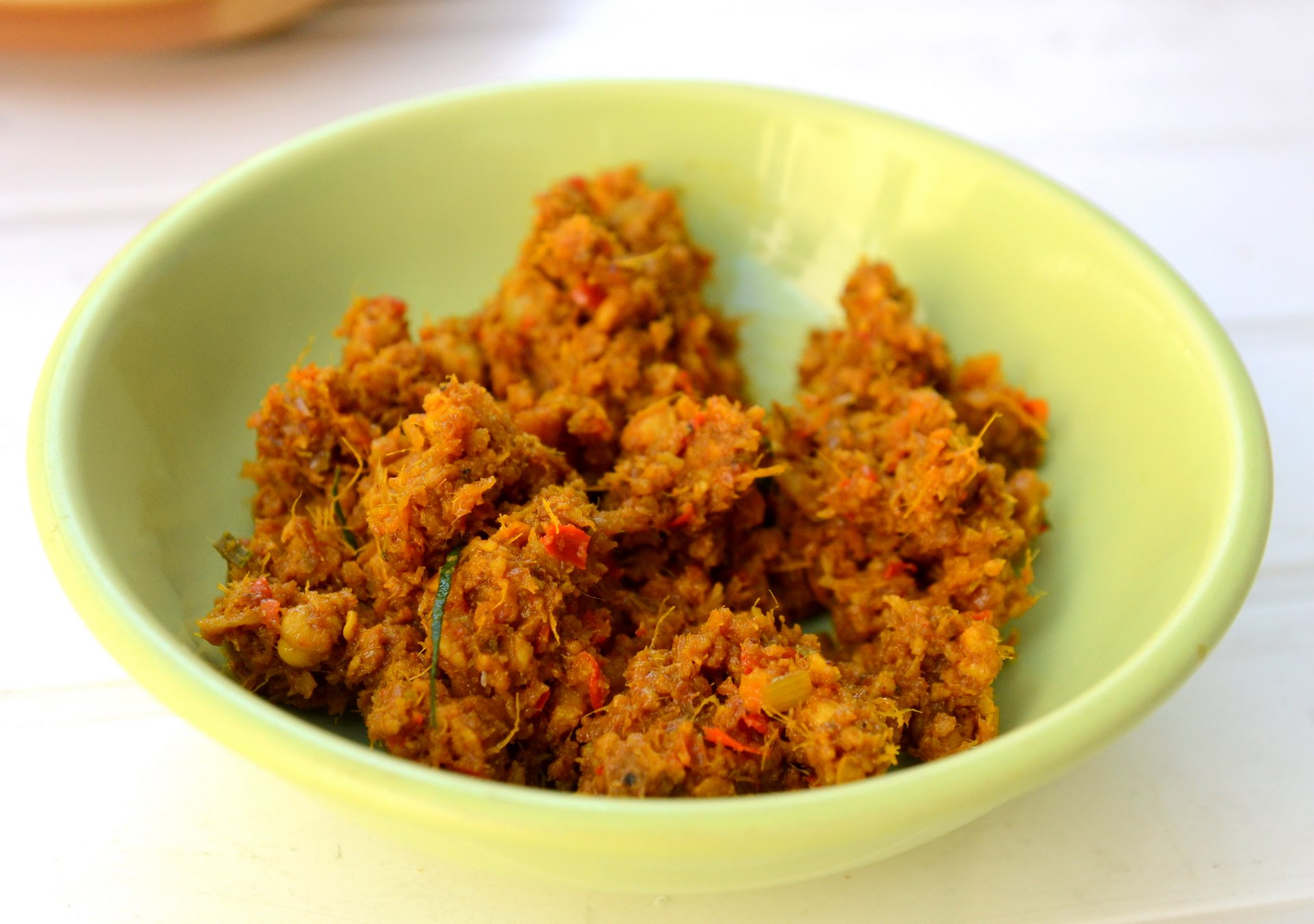
Очень острое сухое жареное карри Khua kling из южного Таиланда
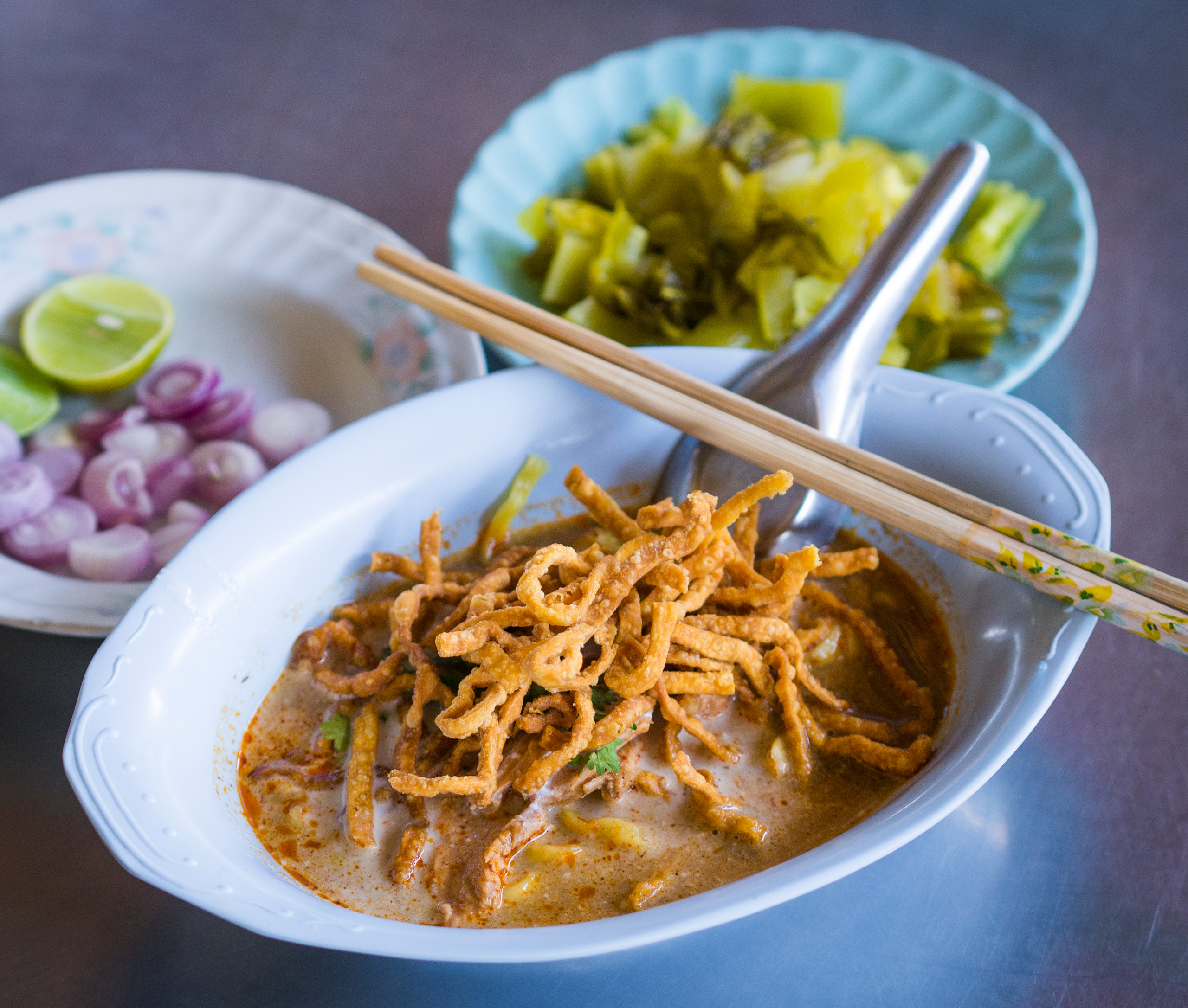
Суп из лапши карри Khao soi, северный Таиланд
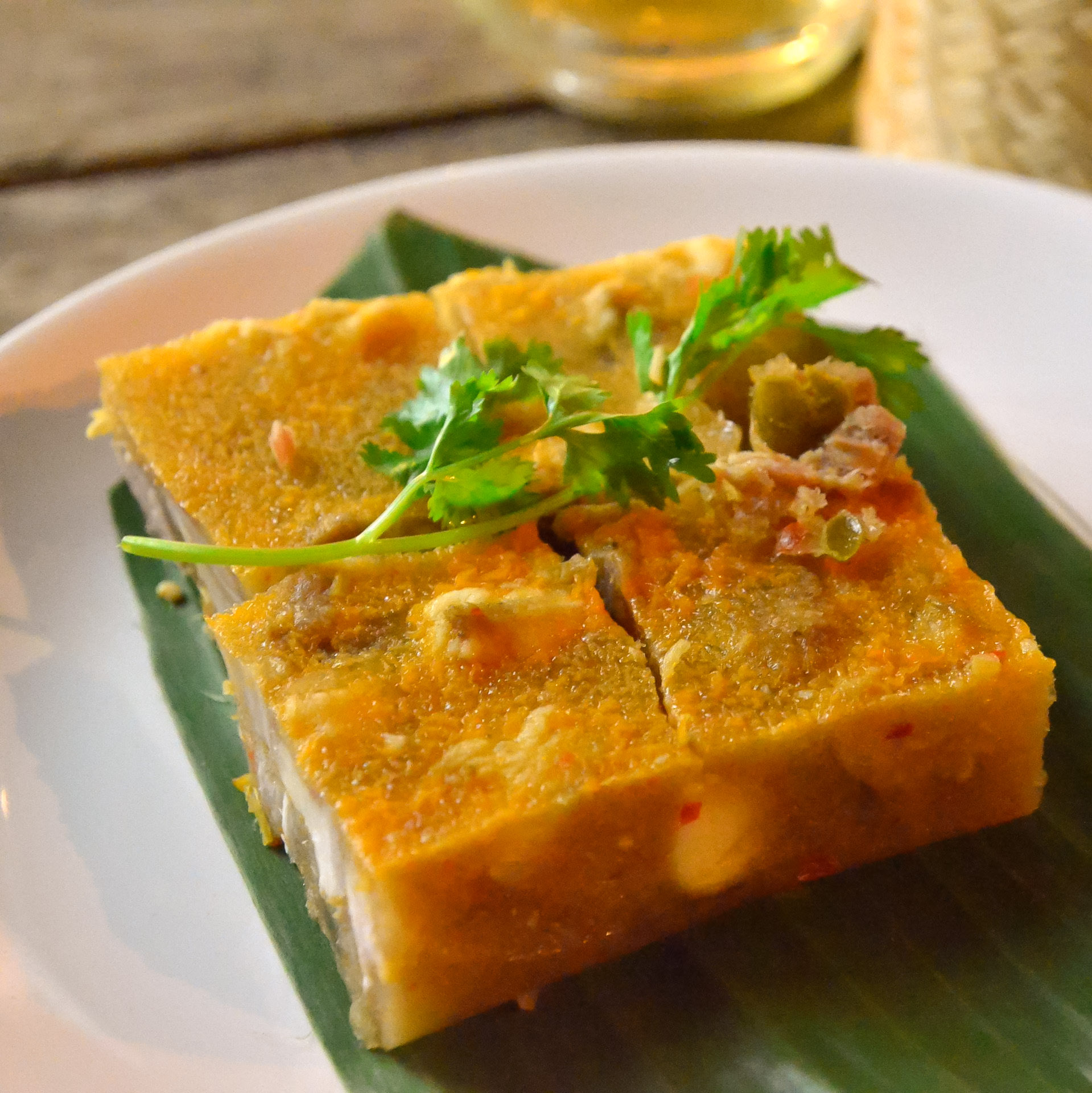
Свиной карри Kaeng kradang

#### Тайский столовый этикет
Тайский столовый этикет относится к традиционным и проявляется в поведении тайцев во время еды. В тайском обществе много больших семей, где люди едят вместе и делят пищу между членами семьи. Основным продуктом питания тайцев является рис, из него готовят и гарниры.
Традиционно в Таиланде люди едят на коврике на полу и правой рукой. Блюда из риса ставятся в центре коврика и накладываются каждому едоку общей ложкой. Во время правления короля Монгкута (Рамы IV), короля Чулалонгкорна Великого (Рама V), принц Чулалонгкорн, общаясь с западными дипломатами и путешествуя за границей, наблюдал и изучал западный приём пищи с использованием вилок и ножей. С тех пор эти столовые приборы, несмотря на то, что в них нет особой необходимости (не нужно ничего резать и прокалывать), начали использоваться в Таиланде. Тайцы используют вилку, чтобы пододвинуть пищу на ложку, с помощью которой она отправляется в рот. В наше время блюда тайской кухни более разнообразны, поэтому тайцы используют разнообразные столовые приборы, включающие не только ложки и вилки, но и палочки, ножи, а то и просто едят руками.

##### Региональные блюда тайской кухни[14][15]

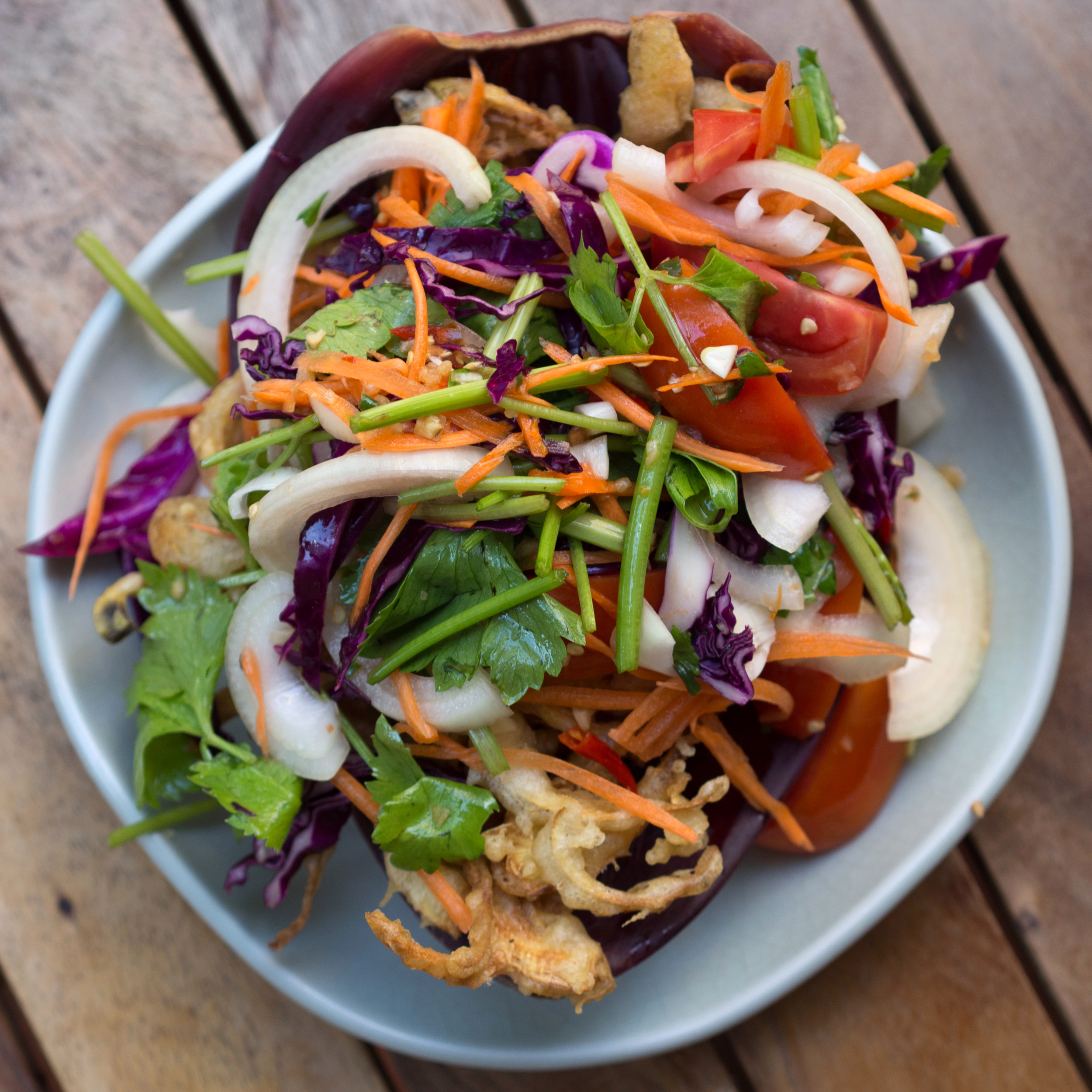
Салат с жареными цветами банана в вегетарианском ресторане в Чиангмае

Жители центральной части Таиланда во время приёма пищи сидят на стульях, едят за столом, используя вилку, ложку, включая общую. В богатых тайских семьях на столе лежат салфетки, едоков обслуживают официанты. В кухне центральных районов присутствуют морепродукты, мясо, вегетарианские блюда, блюда из китайской кухни, салат сом там из папайи. Популярны блюда: пад-тай (жареная рисовая лапша), том ям (мясной суп с лимонным сорго), пак-пад (обжаренные овощи с устричным соусом) и др.
- Тайский северные народы до сих пор сохраняют традиционную культуру, пользуясь небольшой миской, которую ставят на «Кан-ток» (тайский северный столик). Основную пищу — клейкий рис — они едят из общей миски.

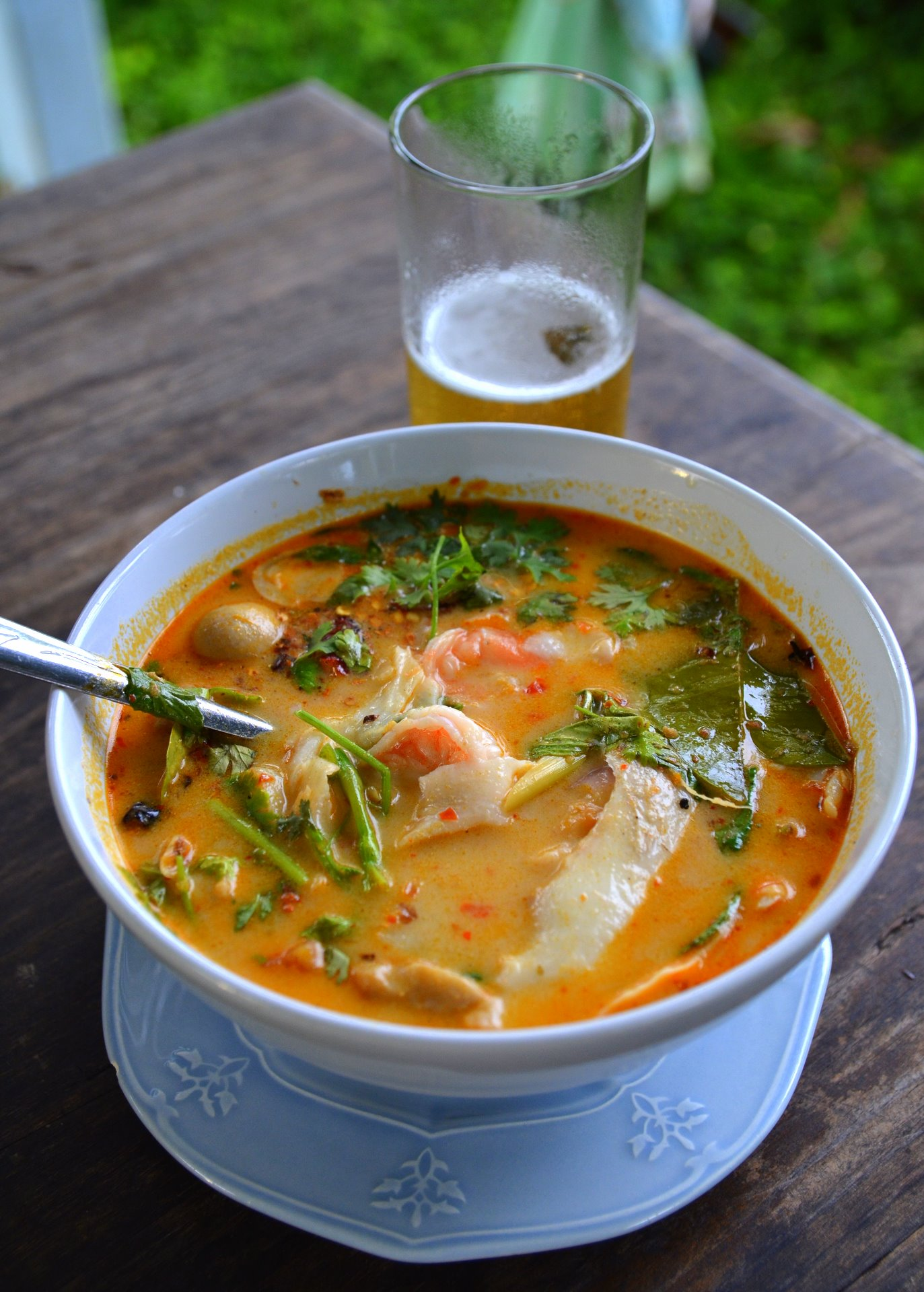
Блюдо Том-ям (Tom yam)

В северо-восточной части Таиланда еда подаётся на подносе в виде большого узорного цветка. Вначале там едят липкий рис, затем десерты. Кухня северной и северо-восточной части страны включает блюда из курицы, пресноводной рыбы и свинины. Отсутствие морепродуктов связано с отдалённостью от моря. В кухне присутствуют блюда, которые могут храниться без холодильника. Это запечённая рыба и мясо, суп том саэб из свинины. Кухня северо-востока считается наиболее острой в Таиланде.
- В южной части Таиланда местные жители едят на коврике. Посуда размещается в его центре. Люди сидят по кругу и традиционно едят руками. В наше время люди чаще пользуются вилками и ложками и сидят на стуле за столами. Только малая часть местных жителей сохраняют традиционный стиль. Кухня региона изобилует морепродуктами. Поскольку в регионе проживают в основном мусульмане, в кухне отсутствуют блюда из свинины. Здесь распространены пряные виды карри, блюда масаман (жаркое с картофелем), панэнг (говядина с чесноком и перцем), кхао-мог-кай (рис с тушёной курицей) и др.

Поскольку в Таиланде проживает много китайцев, китайская культура смешивается с тайской. Это проявляется в использовании для приёма пищи палочек и др.

### Имена
Тайские имена сопоставимы с западноевропейской моделью, в которой фамилия следует за именем. В этом они отличаются от традиции Восточной Азии.
Тайские имена часто бывают длинными, и их очень много. Разнообразие имён объясняется тем, что они должны быть уникальными для семьи. Кроме того, тайцы изменяют свои имена довольно часто. Эта практика практически неизвестна в большинстве других стран. Помимо стандартных причин смены имени при разводах, изменения имени производятся, чтобы избавиться от преследующих человека неудач, вызванных, например, неким духом.
Фамилии стали юридически обязательными для граждан Таиланда с 1913 года. До этого времени большинство тайцев использовали только первое или индивидуальное имя. Тайские фамилии часто бывают длинными, особенно среди тайцев китайского происхождения.
Тайцы часто используют при общении с друзьями и в семье короткие прозвища (тайск. ชื่อเล่น name-play). Имя даётся вскоре после рождения друзьями или пожилыми членами семьи. Некоторые распространённые клички переводятся на русский язык как «маленький», «жирный», «банан», «зелёный» или «девочка/мальчик». Иногда тайским детям дают прозвища в порядке, в котором они были рождены в семье («один», «два», «три» и т. д.).

### Брак

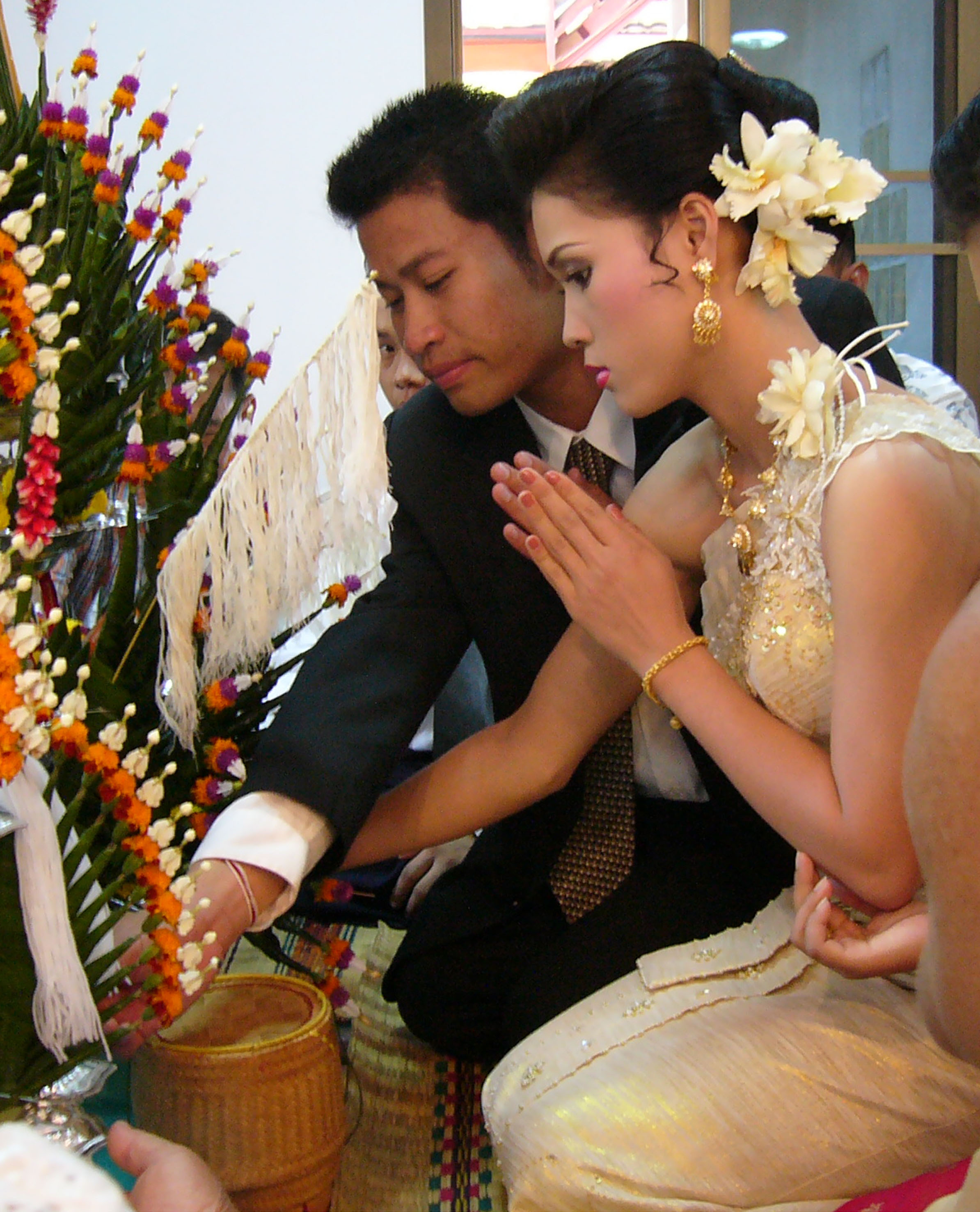
Традиционная свадьба в Таиланде.

Тайские буддийские церемонии бракосочетания, как правило, делятся на две части: буддийская традиционная, которая включает в себя чтение молитв, подношения еды и подарков для монахов, и светская составляющая, уходящая корнями в народные традиции.
В прежние времена буддийские монахи присутствовали на определённом этапе церемонии. Монахи были обязаны посещать умерших во время похорон, и их присутствие на свадьбах считалось плохой приметой. К монахам обращались за консультацией в выборе благоприятной для свадьбы даты. Светская свадьба проводится далеко от храма, и в другой день. В настоящее время свадебные традиции значительно смягчены. Иногда обе части свадьбы отмечаются в один день.

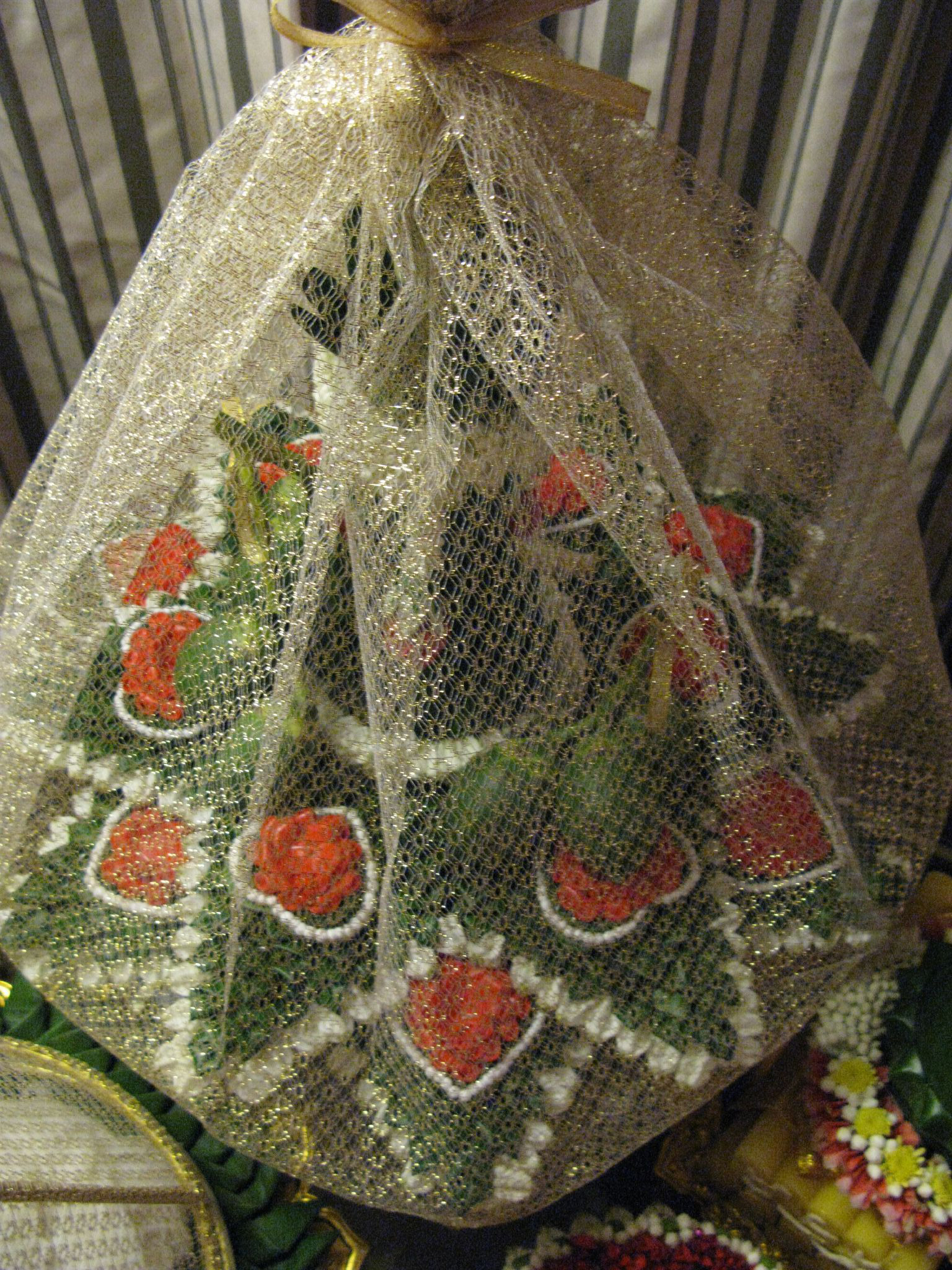
ขันหมาก — подарок жениха родителям невесты. Таиланд

Во время буддийской части свадьбы, пара делает первый поклон перед изображением Будды. Затем они проговаривают основные буддийские молитвы или песнопения и зажигают благовония и свечи. Родители супругов возлагают на головы жениха и невесты две петли из шнура или нити, которые символизируют брачную связь. Затем пара делает подношения присутствующим монахам. В стране существует тайский выкуп, известный как (тайск. สินสอด). По традиции жених должен заплатить определённую сумму денег семье невесты, чтобы показать, что он способен заботиться о будущей жене. Часто эта сумма является символической и возвращается к невесте и жениху после свадьбы.
Религиозная составляющая бракосочетания между тайскими мусульманами заметно отличаются от описанной. Имам местной мечети, жених, отец невесты, мужчины семей садятся в круг во время церемонии, проводимой имамом. Все женщины, включая невесту, сидят в отдельной комнате и не принимают непосредственное участие в церемонии. Светская составляющая церемонии мусульман схожа со светской частью тайской буддийской свадебной церемонии. Единственное отличие — мясо, которое подают гостям, не может быть свиным. Тайские мусульмане часто соблюдают правила тайского приданого.

### Похороны

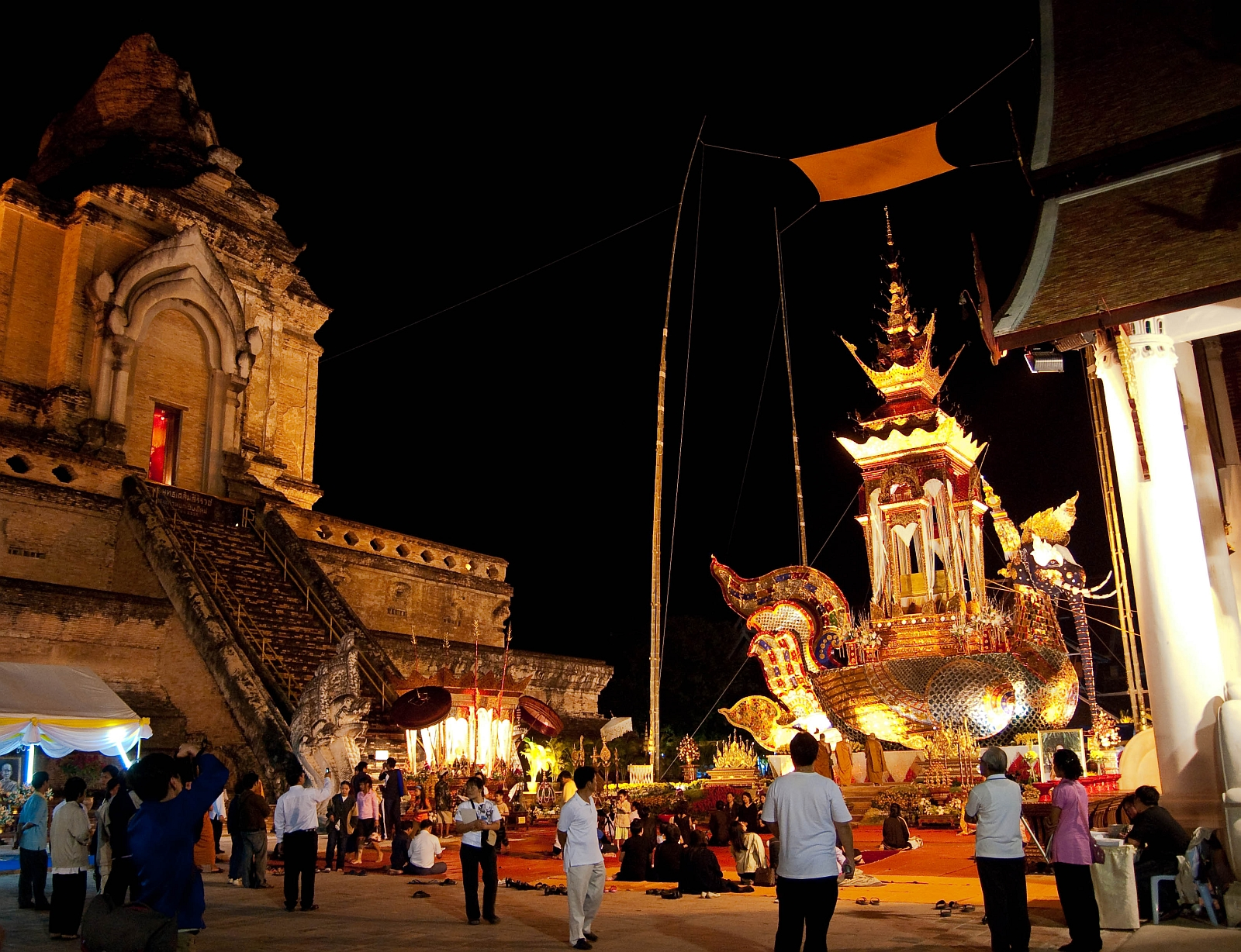
Погребальная церемония в Северном Таиланде

В Таиланде похороны длятся не менее одной недели. Во время похорон не рекомендуется плакать, чтобы не беспокоить дух умершего. Многие мероприятия вокруг похорон направлены на то, чтобы показать заслуги покойного. Присутствующим раздаются копии буддийских писаний. Монахов приглашают на распев молитв, которые предназначены оглашения заслуг покойного, а также для защиты от возможности возвращения умершего родственника в качестве злого духа. Фотография умершего кладутся рядом с гробом. Труп умершего кремируется, а урна с пеплом хранится в ступе местного храма.
Тайские китайцы и тайские мусульмане хоронят умерших по обрядам своих общин.

### Гимн и уважение к флагу
Два раза в день, в 08:00 и в 18:00, все тайские СМИ исполняют гимн страны. Тайцы во время исполнения гимна должны стоять по стойке «смирно», чтобы отдать дань уважения флагу во время исполнения гимна. Ученики в школе стоят перед поднятым флагом и поют гимн в 08:00 каждый учебный день. Это практикуется с 1935 года, когда правило для церемонии были опубликованы в Королевской газете. С 1979 года те, кто не соблюдают этот обычай, подвергаются штрафу в размере до 2000 бат или наказанию до одного года в тюрьме.

## Традиционное искусство

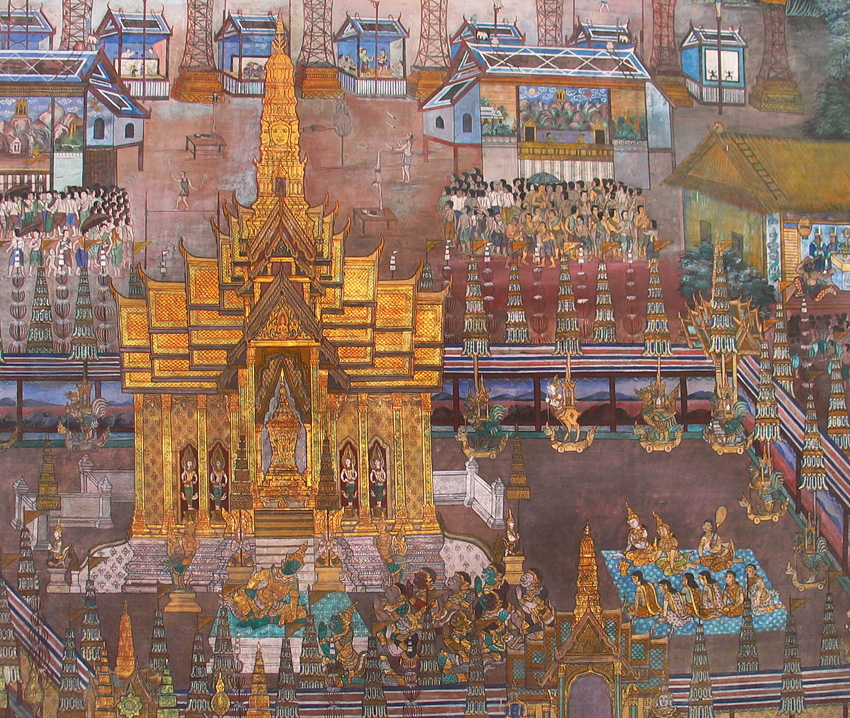
Фотообои эпоса Рамакиен, написанные королём рамой I, Тайский вариант Рамаяны на стенах храма Изумрудного Будды, большой Королевский дворец, Бангкок

### Изобразительное искусство
Тайское изобразительное искусство традиционно буддийское. На тайское искусство и архитектуру оказала влияние кхмерское и монское искусство. Современное тайское искусство сочетается с традиционными тайскими элементами. Первоначально художники в Таиланде занимались настенными росписями с сюжетами из жизни Будды. Тайские изображения Будды разных эпох имеют ряд отличительных особенностей. Стиль художников имел этнические мотивы. В средние века в стране появилось искусство книжной миниатюры.
Традиционные тайские картины были написаны без использования перспективы. Размер каждого элемента в рисунке отражает степень его важности. Основной приём композиции заключается в размещении на картине изолированных друг от друга зон. Перспектива в живописи появилась благодаря влиянию западной культуры в середине XIX века. Монах-художник Khrua из Кхонга был первым, кто использовал линейную перспективу в тайской живописи.

Декоративно-прикладное искусство Таиланда достигло мастерства в керамике, резьбе по кости, дереву, черепаховому панцирю, росписи тканей.

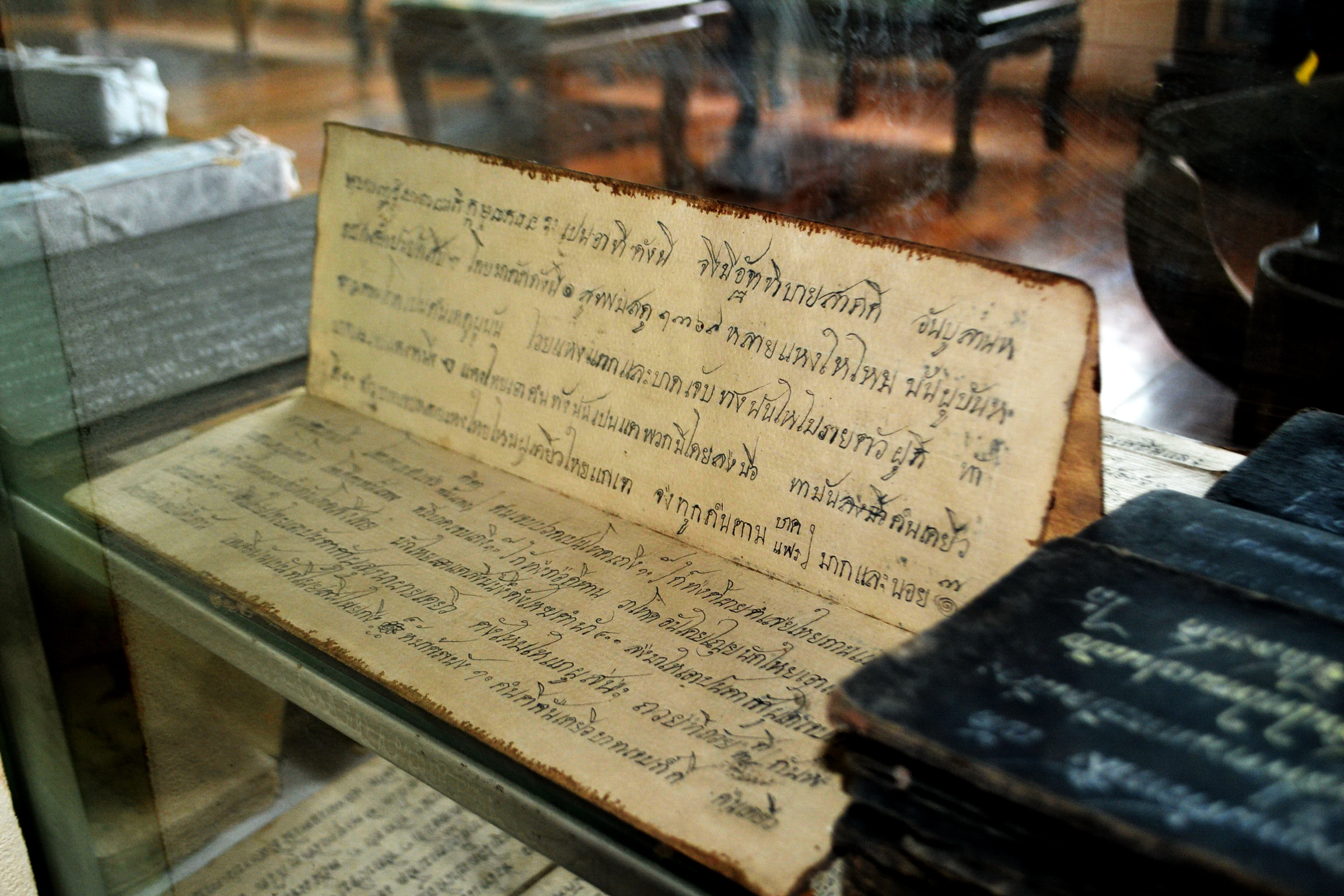
Старинная техника записи литературных произведений Samut Thai в тайской литературе

### Фольклор
Таиландский филолог Сатира Косет был первым тайским учёным, серьёзно изучавшим местный фольклор. Он делал многочисленные записи о деталях тайской культуры, изучал устную литературу, связанную с разными деревенскими духами.

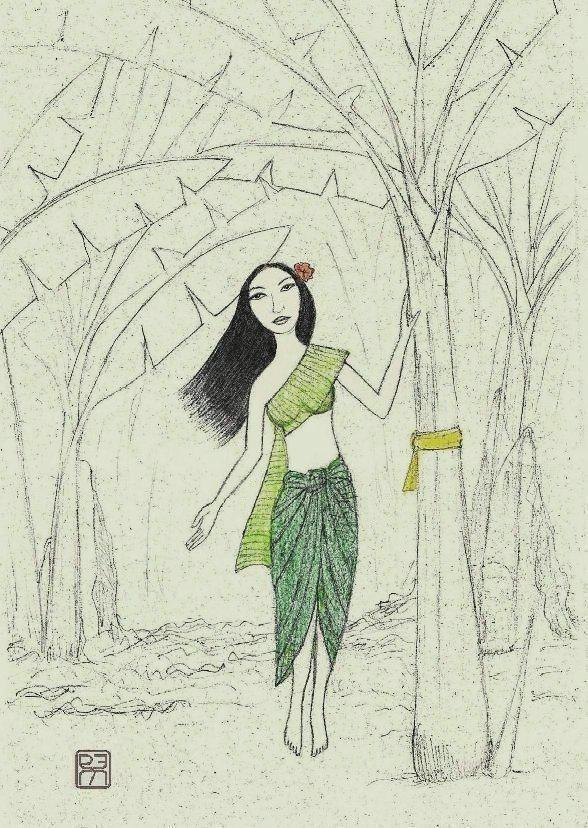
Nang Tani, дух молодой женщины, живущей среди банановых деревьев

Ядро тайского фольклора исходит из этнической религии. Долгое время народные верования передавались от одного поколения к другому устно. В тайском фольклоре встречается множество духов:
- Chao Kam Nai Wen (เจ้ากรรมนายเวร), дух человека, с которым он ранее общался, обычно появляется как дух, который сидит на чьей-то спине;
- Krahang (กระหัง), мужской призрак, который летит в ночи;
- Krasue (กระสือ), голова женщины с внутренностями, свисающими с шеи;
- Мае Нак (แม่ นา ก), женский призрак, который умер при родах и который может протянуть руки;
- Phi Am (ผีอำ), дух, который сидит на груди человека в ночное время;
- Phi Hua Khat (ผี หัวขาด), безголовый мужской призрак, который несёт свою голову;
- Phi Phraya (ผี พ ราย), женский призрак, живущий в воде;
- Phi Phong (ผี โพ ง), злобный мужской призрак, имеющий неприятный запах. Живёт в тёмных местах под растительностью;
- Phi Pop (ผี ป อบ), злобный женский дух, который пожирает внутренности человека;
- Phi Song Nang, женские призраки, которые сначала приманивают, а затем атакуют и убивают молодых людей;
- Phi Tai Hong (ผี ตายโหง), призрак человека, который внезапно подвергся жестокой смерти;
- Phi Tai Thong Klom (ผี ตายทั้งกลม), гневный призрак женщины, совершившей самоубийство после того, как забеременела, а затем была предана и оставлена любовником;
- Phi Thale (ผี ทะเล), дух моря;
- Pret (เปรต), высокий голодный призрак, похожий на большого и худого человека с очень маленьким ртом;
- Nang Mai (นาง ไม้), тип женских духов или фей;
- Nang Takian (นาง ตะเคียน), дух, живущий в деревьях;
- Nang Tani (นาง ตานี), молодая женщина, живущая в банановых деревьях, появляется ночью в полнолуние.

Народные сказки и легенды Таиланда использовались старейшинами для воспитания подрастающего поколения. Многие из сказок содержат моральные и нравственные уроки прививающие уважение к старшим, родителям и начальству. Сказания о духовном мире учат детей быть осторожными, оставаться дома ночью, уважать местные обычаи и ритуалы.
Многие тайские народные сказки основаны на буддийских текстах. Кроме того, некоторые рассказы классической тайской литературы писателей Кун Чан Кхан Фаена (ขุน ช้าง ขุนแผน) и Лилит Фра Ло (ลิลิต พระ ล อ) возникли из народных сказок.

### Танец
Театр масок Кхон и другие классические сиамские танцы появились в королевстве Аюттхая. Кхон был древнейшим театральным жанром в стране. Вначале танец Кхон исполнялся только при королевском дворе. Труппа театра состояла только из мужчин. Мужчины исполняли также и женские роли. Существовала и женская версия Кхона — khon phu ying (тайск.:โขน ผู้หญิง). К настоящему времени в театре Кхон работают и женщины.
Во время представления актёры театра текст не произносят, его читают за сценой. Представление сопровождается игрой оркестра и пением певцов. Все жесты и движение актёров имеют символическое значение. На сцене играются отрывки из Рамакиен. Вначале труппа королевского театра Кхон выступала на открытом воздухе без декораций. Но к середине XIX века появились декорации, украшения сцены, а представления давались во дворце.
В 1687 году французский дипломат Симон де ла Любер (Simon de la Loubère) записывал все, что видел в Сиамском королевстве. Он описал в мельчайших подробностях и тайские представления. Современный тайский танец делят на две категории: классический танец и народный танец.

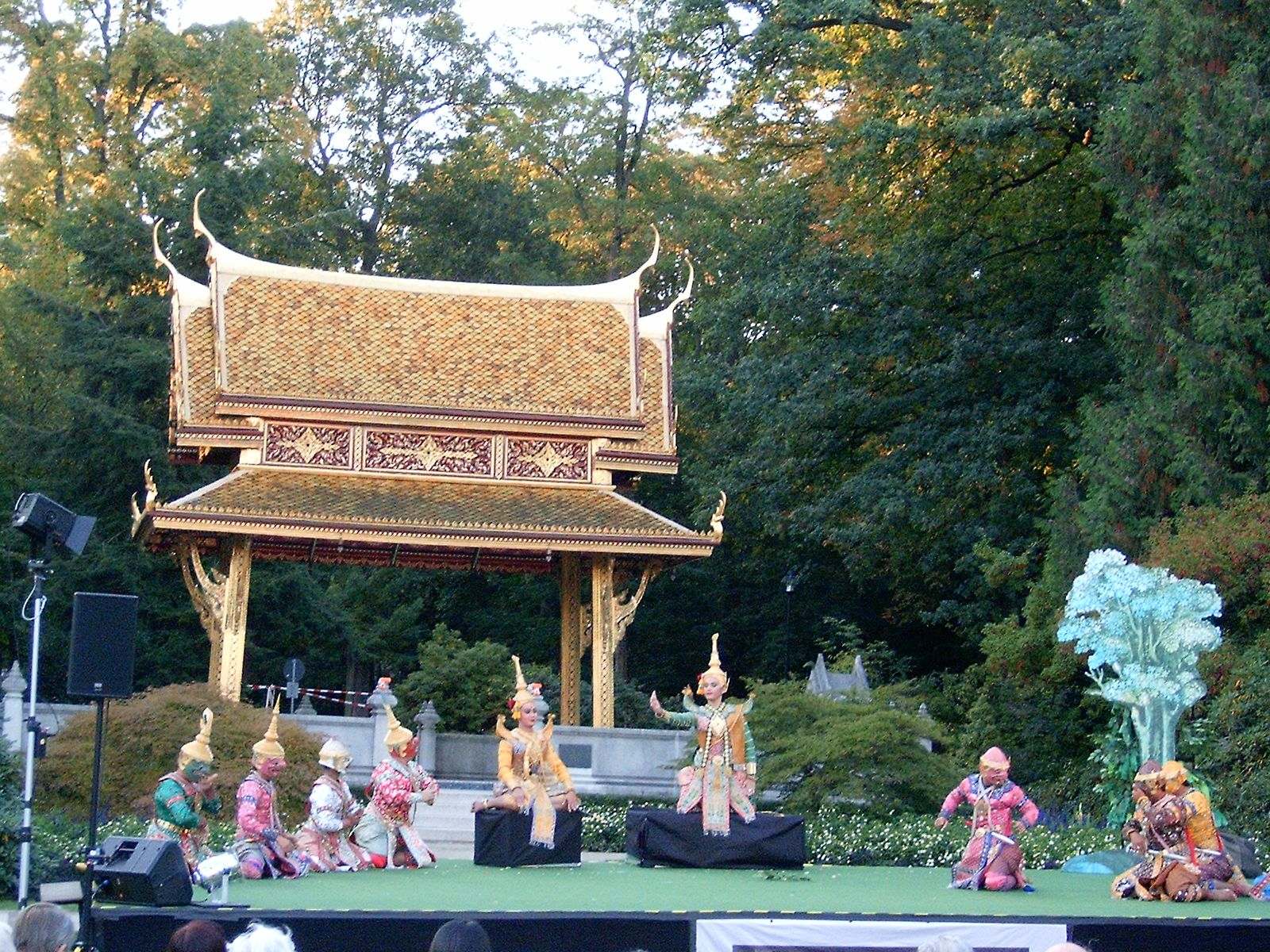
Исполнение танца Кхон. 2007 год

Современный тайский классический танец разделяется на кхон, лахон и фон.
- Кхон относится к стилизованной форме тайского танца. Его исполняют молчащие танцоры. Текст читается декламаторами за сценой. Хореография следует традиционным формам. Большинство выступлений с танцем кхон показывают эпизоды из Рамакиен. Костюмы также традиционны, участники надевают цветные маски. Развитием театрального искусства кхон в Таиланде занимается Национальный театр.
- Лахон имеет более широкий сюжетный спектр, включающий в себя народные сказки и истории Джатаки. Танец исполняется обычно женщинами в группах. Отдельные персонажи отсутствуют[22].

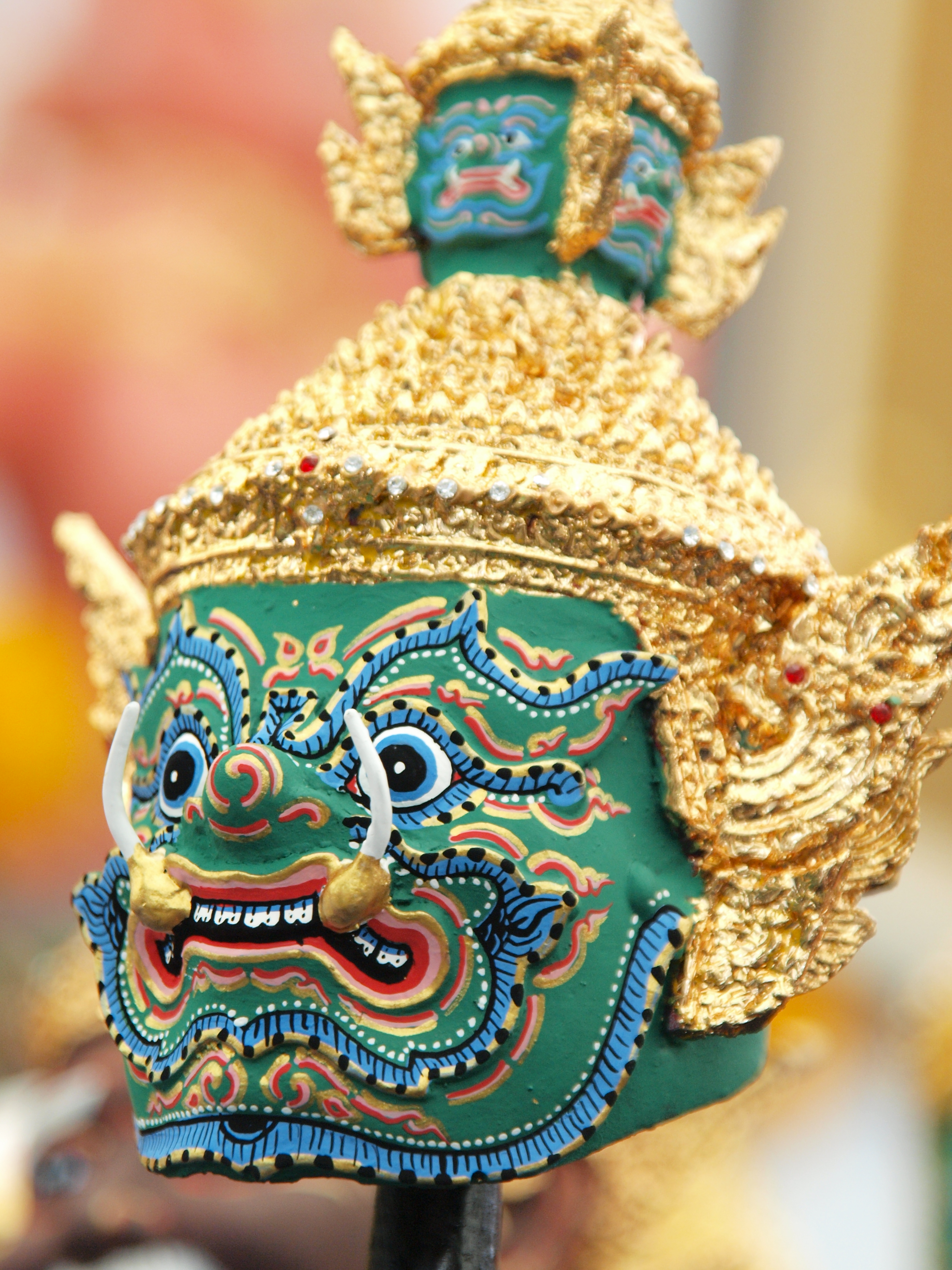
Традиционная маска театра Кхон

- Фон (тайск. ฟ้อน) являет собой форму народного танца в сопровождении народной музыки. Первый танец фон возник в северном регионе Таиланда. Он был разработан и преподавался Чжао Дарарасами из Чианг Мая. С тех пор в Таиланде исполняется много разновидностей этого танца с региональными вариациями в музыке и хореографии.

Танец фон делится на три основные разновидности:
- Фон леп (танец для ногтей): северный тайский стиль танца. Каждый танцор носит шестидюймовые латунные ногти. Длинные ногти подчёркивают движение каждого пальца каждого танцора. Танцоры носят свои волосы с жёлтым цветком жасмина.
- Фонтан (танец свечи): в танце принимают участие восемь танцоров, каждый из которых несёт свечи. Танцоры двигаются в парах, по одной паре с каждой стороны. Танец всегда исполняется ночью.

- Фон нгу (танец шарфа): танец, исполняется на весёлых праздниках. Похож на фон леп, но быстрее и веселее. Каждая танцовщица носит жёлтый цветок тиары.

Тайский народный танец включает в себя танцевальные формы likay, многочисленные региональные танцы, ритуальный танец ram muay и дань уважения учителю wai khru. Последние два танца часто исполняются перед всеми традиционными тайскими матчами. Танец wai khru является ежегодной церемонией, проводимой тайскими классическими танцевальными группами, чтобы почтить своих артистических предков. Первоначально актёры трупп, исполняющих танец likay, были мужчинами, но в настоящее время мужчины и женщины танцуют вместе.
К популярным народным танцам относятся также:
- Рамвонг (тайск. รำวง) — танец с партнёром по кругу.
- Рам Муай — ритуальный танец, исполняющийся перед матчами кикбоксинга в Юго-Восточной Азии.

Региональные танцы центральный Таиланда: «Шри-Нуан», «Барабанный танец», «Танец фермеров», «Битва с короткими и длинными палочками и мечами»; Северо-Восточного Таиланда: «Serng Kratip Khoa», «Serng Isan», «Serng Krapo»; Южного Таиланда: «Нора Туа Оон», «Ram taeng Kae», «Ram Nora Klong Hong» и др.

### Музыка

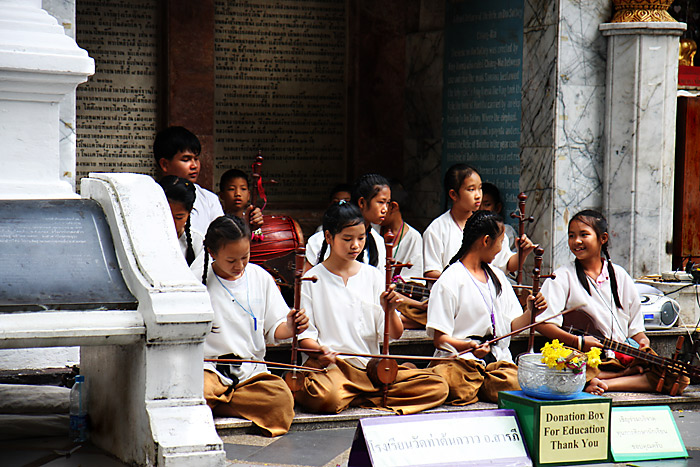
Школьники играют перед храмом

Музыка Таиланда включает в себя классические и народные музыкальные традиции. Тайская классическая музыка сложилась около 800 лет назад.
Популярностью в Таиланде пользуются стили традиционной музыки Luk Thung и Mor Lam, культовая музыка Пипхат (Piphat), которая символизирует танец драконов, тайская кантри-музыка Лук тхунг, народная музыка Mor Lam северо-восточного района Исан.
Для исполнения музыки используются музыкальные инструменты: чин, цитра (Jakhe), барабаны Klong Thap (в форме кубка), Klong Kaek (барабан в форме бочки) и деревянные палочки. Многие композиторы записывали свои произведения в нотной записи. Так композитор Луанг Прадит Файрао (1881—1954) для записи музыки использовал местные формы шифра нотной записи, Монтри Трамот (1908—1995) использовал стандартное западное написание.
Кроме тайской музыки этнические меньшинства лао, лава, хмонг, акха, кхмер, лису, карен и лаху сохраняют свои традиционные формы музыки.

### Архитектура

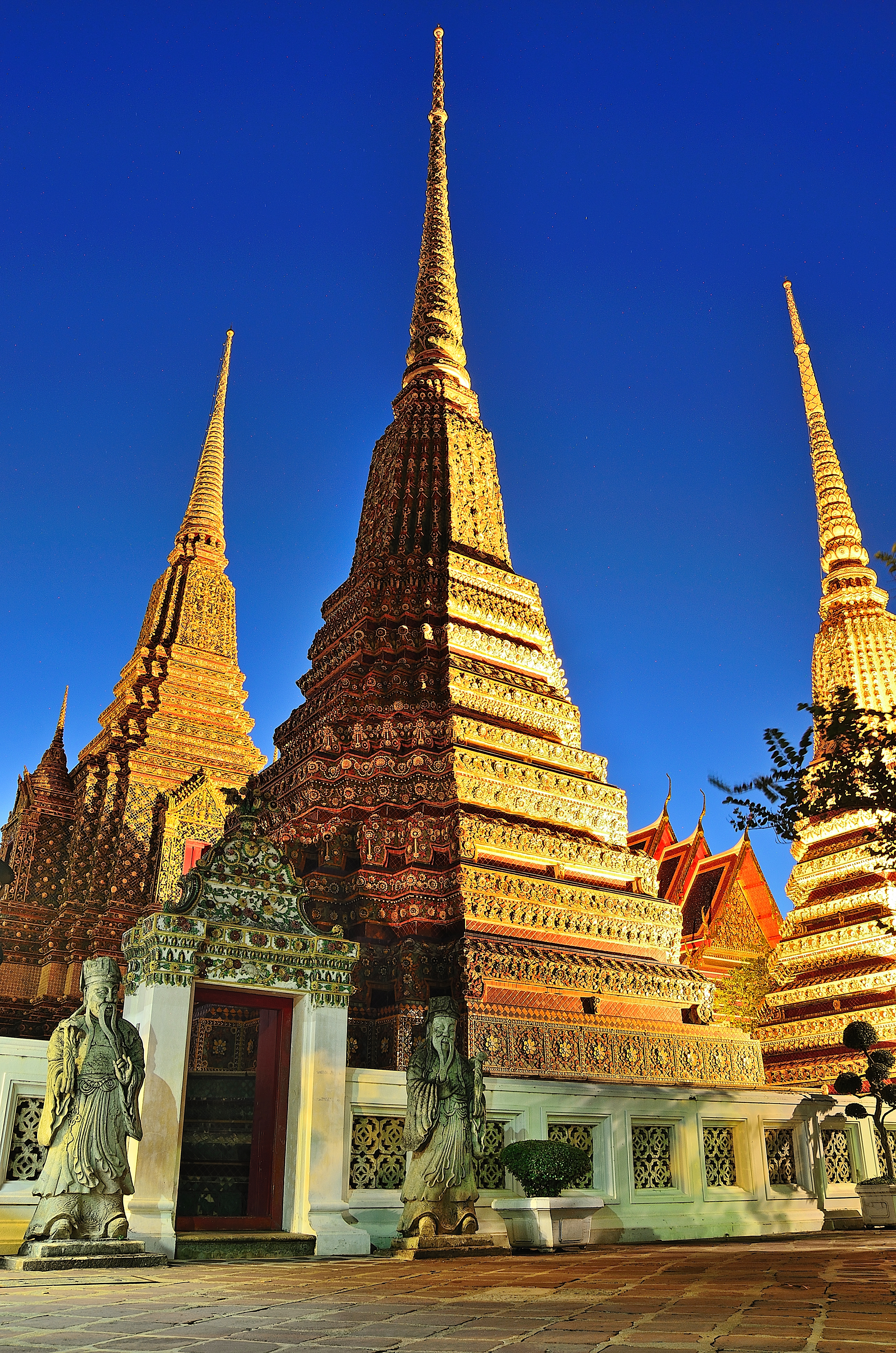
Храм Ват Пхо, Бангкок.

Основная часть культурного наследия страны сложилось под влиянием тайских народных традиций и религиозных убеждений. Это относится и к архитектуре. Известны Большой Дворец, королевская резиденция, в которой расположены также государственные учреждения и храм Ват Пхра Кео со святыней Сиама — статуэткой Изумрудного Будды. Храм Большого Будды расположен в Паттайе. На вершине холма здесь расположена большая позолоченная статуя Будды, у его ног установлен стол с подношениями. Храм Ват Пхо находится на острове Раттанакосин рядом с Большим Дворцом в центре Бангкока. Известность он получил тем, что в нём зародилось искусство тайского массажа.

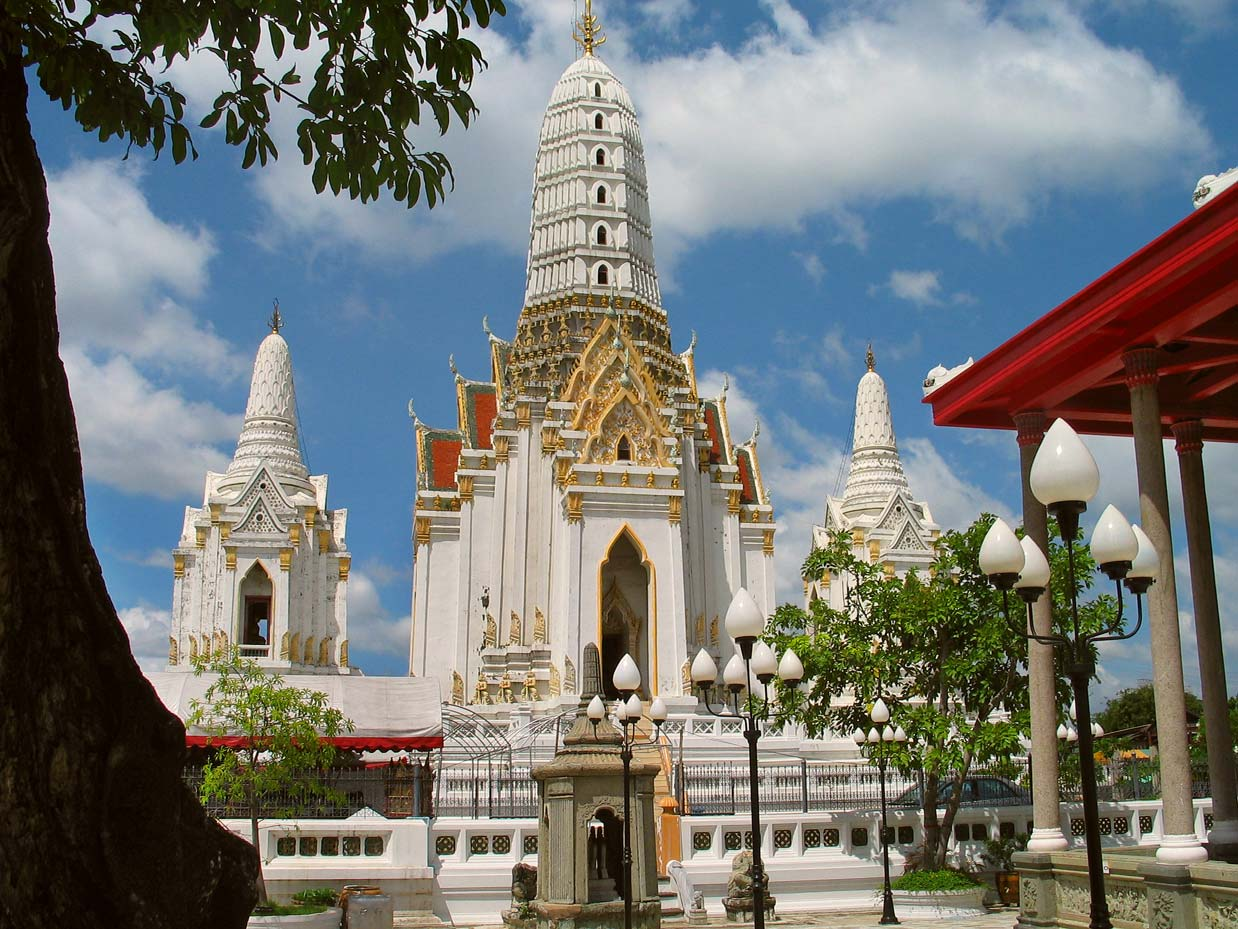
Традиционная архитектура. Храм Фра Пранг в Бангкоке

Деревянный храм Истины построен «без единого гвоздя». На храме множество резных изображений будды, животных, царей, демонов. Высота храма составляет 105 метров. Дважды в день в храме исполняются традиционные танцы.
Буддийские храмы в Таиланде отделяют верующих от светского мира. Их архитектура претерпела много изменений за свою историю.
Архитектура Таиланда прошла следующие этапы:
- Архитектура доаютийского периода (VI—XIV вв). В эти годы строились ступы с колоколом полусферической формы, ступы в виде квадратных многоярусных пирамид и кирпичные храмы. К известным памятникам этого времени относится ступа в Лампуне (1218 год).
- Архитектура XI—XIV веков. Памятниками архитектуры этого времени являются кхмерские храмы башнеобразной формы — пранги.
- Архитектура XIII—XIV веков. От неё сохранились культовые строения бот, вехан, мондоп, получившие широкое распространение в стране.
- Архитектура феодального Таиланда XIV—XIX веков отметилась строительством храмов и культовых сооружений специального назначения. Культовые здания становились частью системы храмовых ансамблей или монастырей (ватов). Классическими сооружениями этого периода являются культовые ступы дворцового храмового комплекса (вата) Пра Сисанпёт в Аютии.

В современной городской архитектуре соседствуют храмы и современные небоскрёбы. Башня MahaNakhon, построенная в 2016 году, имеет высоту 314 метров и является самым высоким зданием в Таиланде, занимая 62-е место по высоте в Азии и 92-е в мире.

#### Архитектура Бангкока

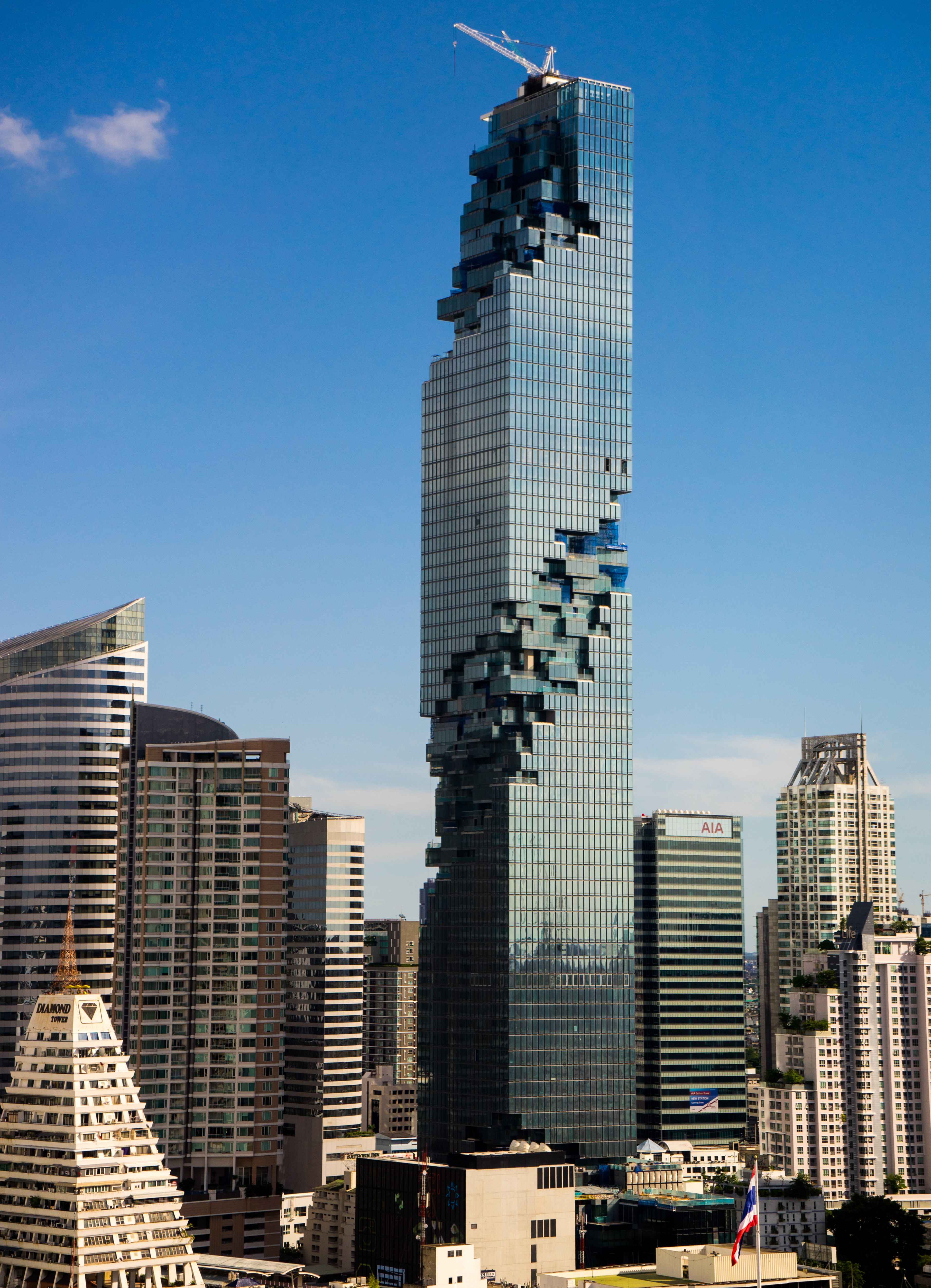
Башня MahaNakhon (314м) в Бангкоке
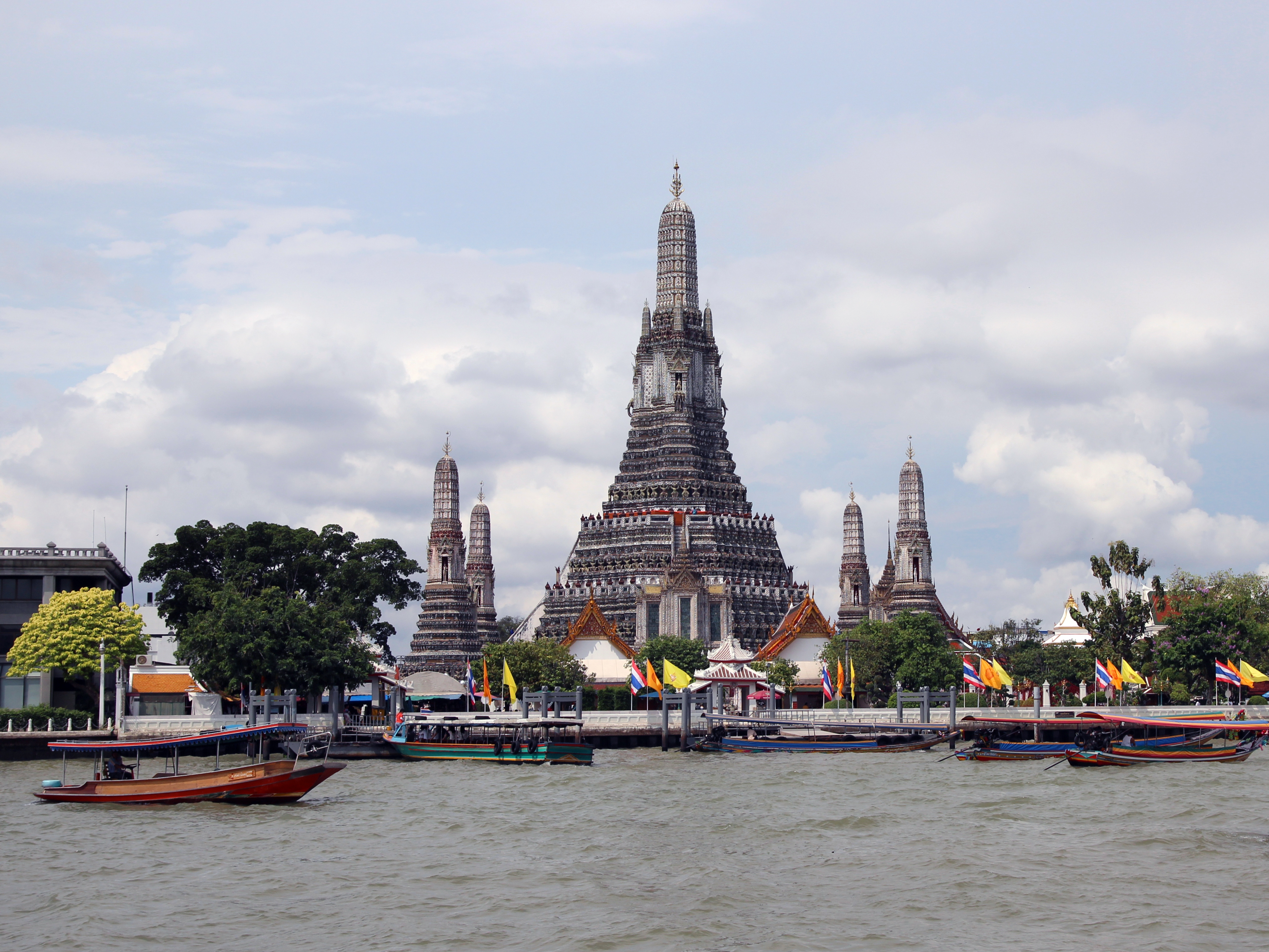
Храм Wat Arun в Бангкоке
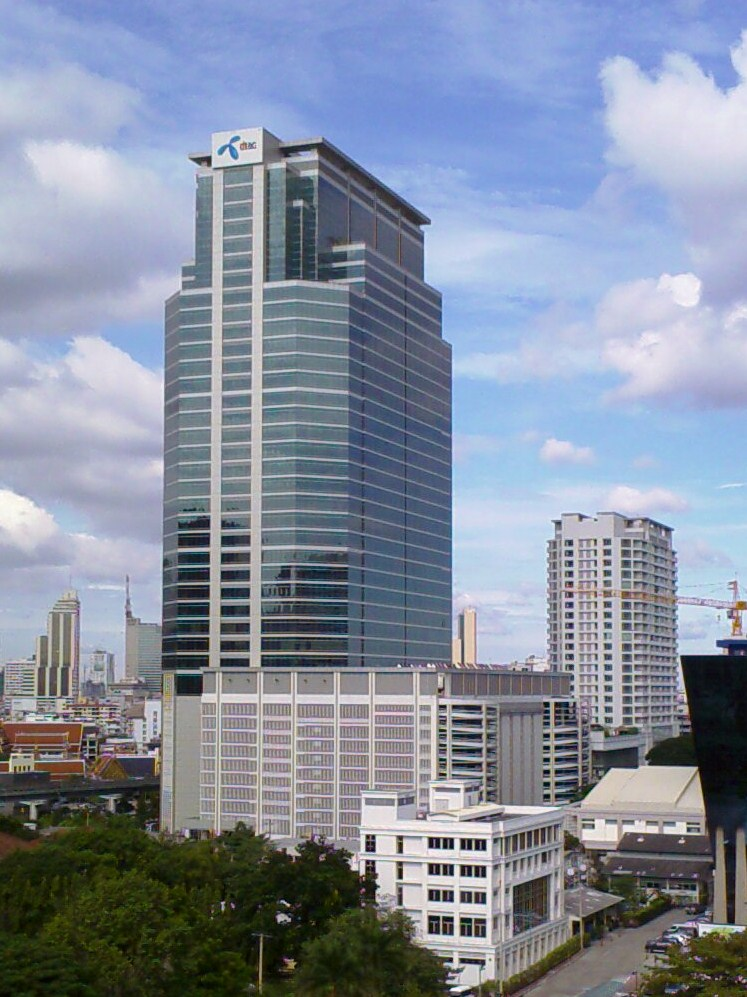
Башни Чамчури и Резиденции
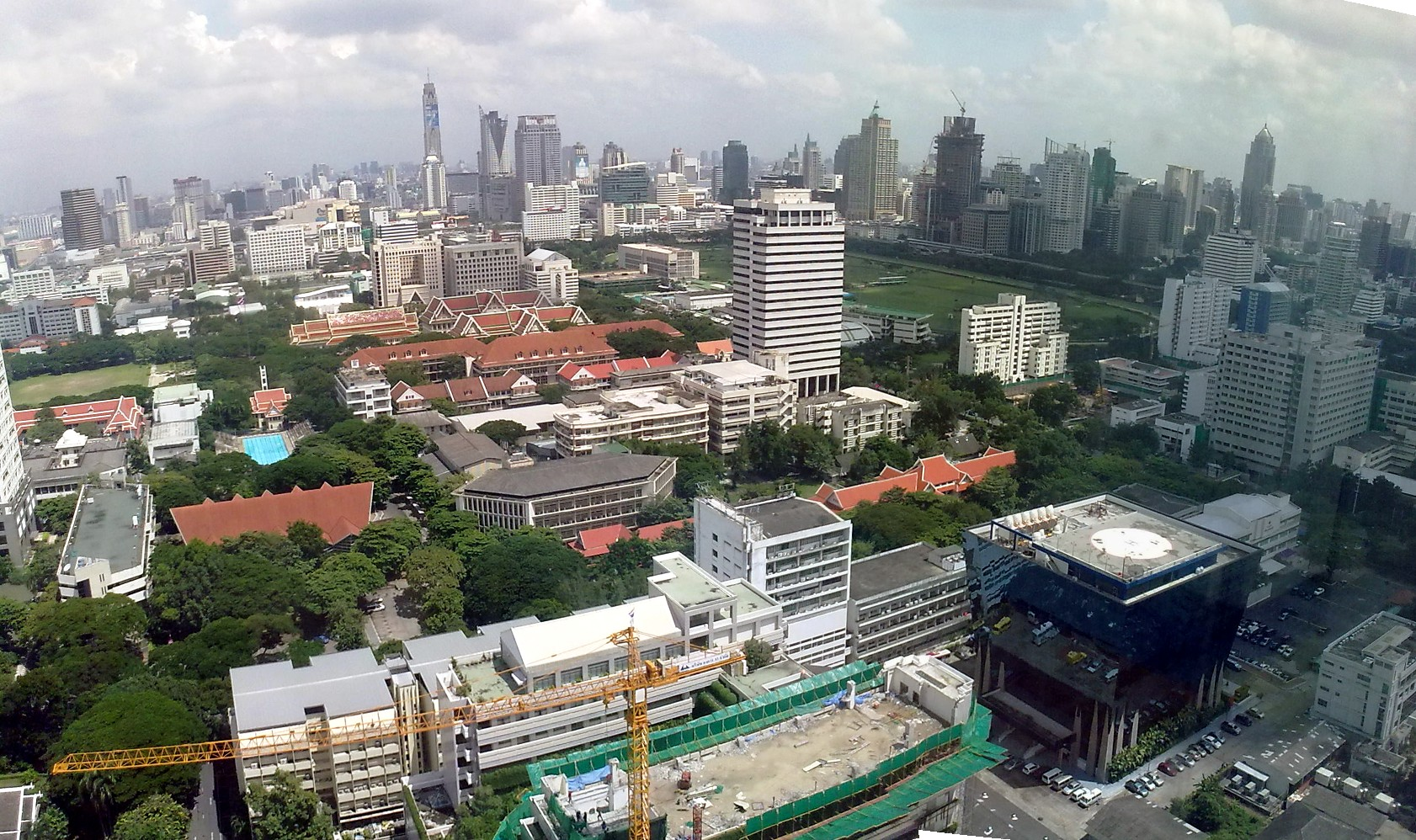
Панорама Бангкока
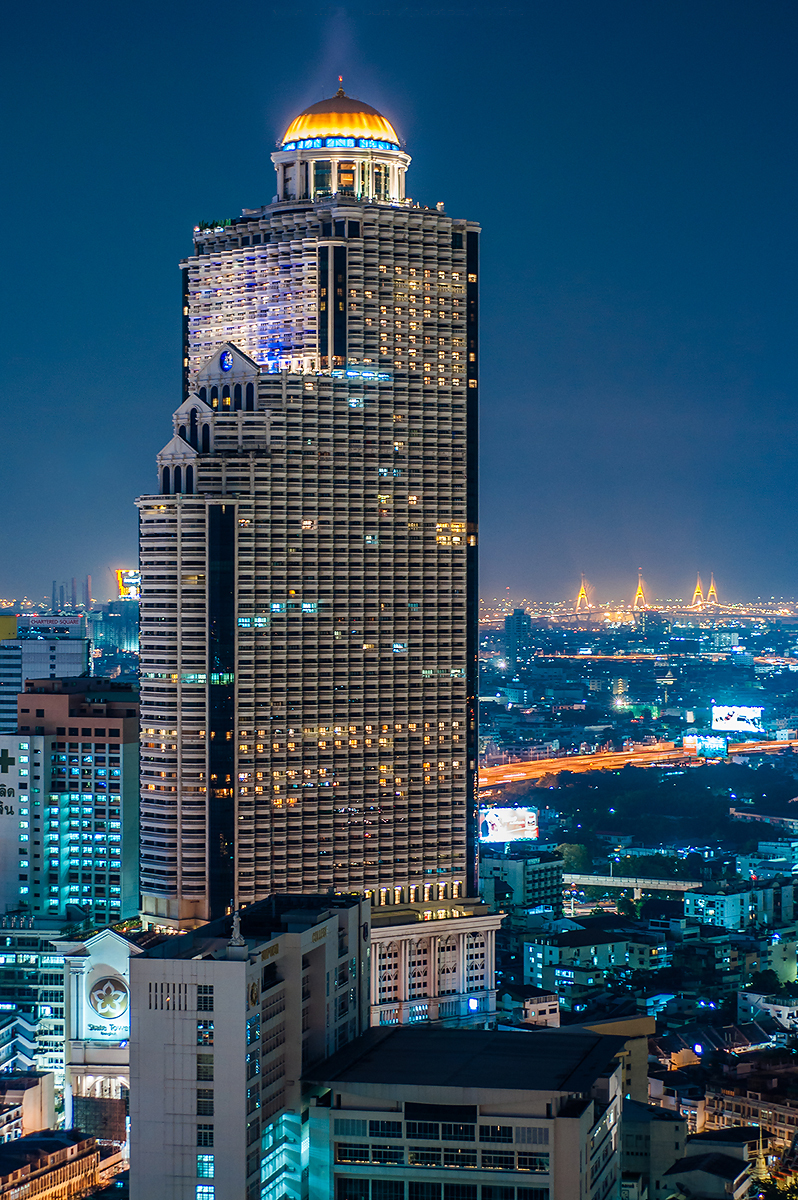
Башня Стейт-тауэр (247м) в Бангкоке
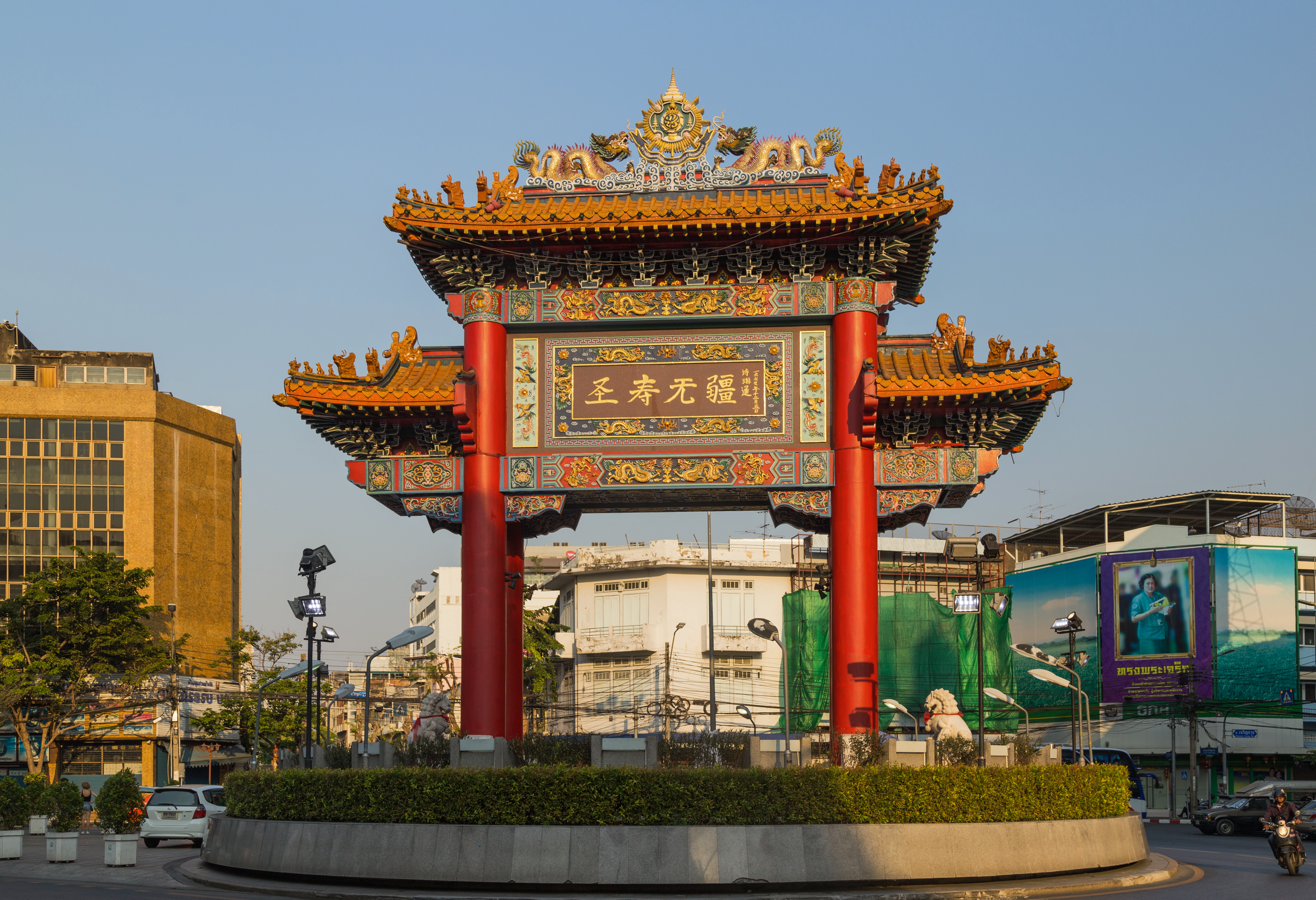
Китайские ворота. Район Самфантхавун, Бангкок

## Праздники

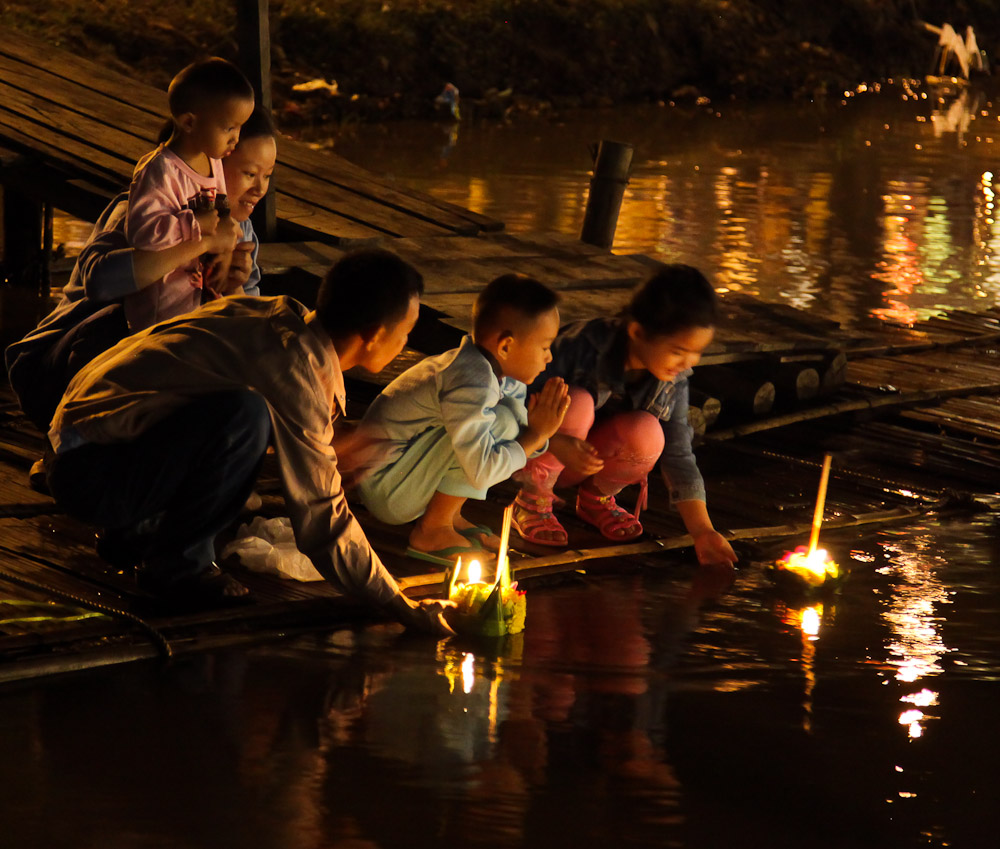
Люди на плотах во время фестиваля Лои Кратонг в Чианг Мае, Таиланд

В Таиланде отмечается много праздников. С большим размахом здесь празднуется День рождения любого Сиамского императора (особенно Рамы V).
К основным праздникам в Таиланде относится Тайский Новый год, или Сонгкран, который официально отмечается с 13 по 15 апреля каждого года. Этот праздник произошёл из Древней Индии. Слово «сонгкран» на санскрите означает «переход» (санкранта) или смену времён года. Традиционное для этого фестиваля поливание водой символизирует начало сезона дождей для получения хорошего урожая риса. В праздник брызгают туалетную воду на руки пожилых людей. Вода традиционно означает очищение от всего плохого, накопленного за ушедший год. Кроме того, в этот праздник, участников мажут белой глиной или посыпают тальком.
Праздник Висакха Буча (Visakha Bucha) является большим религиозным праздником. Он отмечается на майское полнолуние. В это время отдаётся дань уважения религиозным тайским святыням. Весь день тайцы слушают в храмах проповеди. Вечеру проводится свечная процессия, в ходе которой верующие три раза обходят главную храмовую часовню в честь Будды, дхармы и сангхи (трёх драгоценностей).

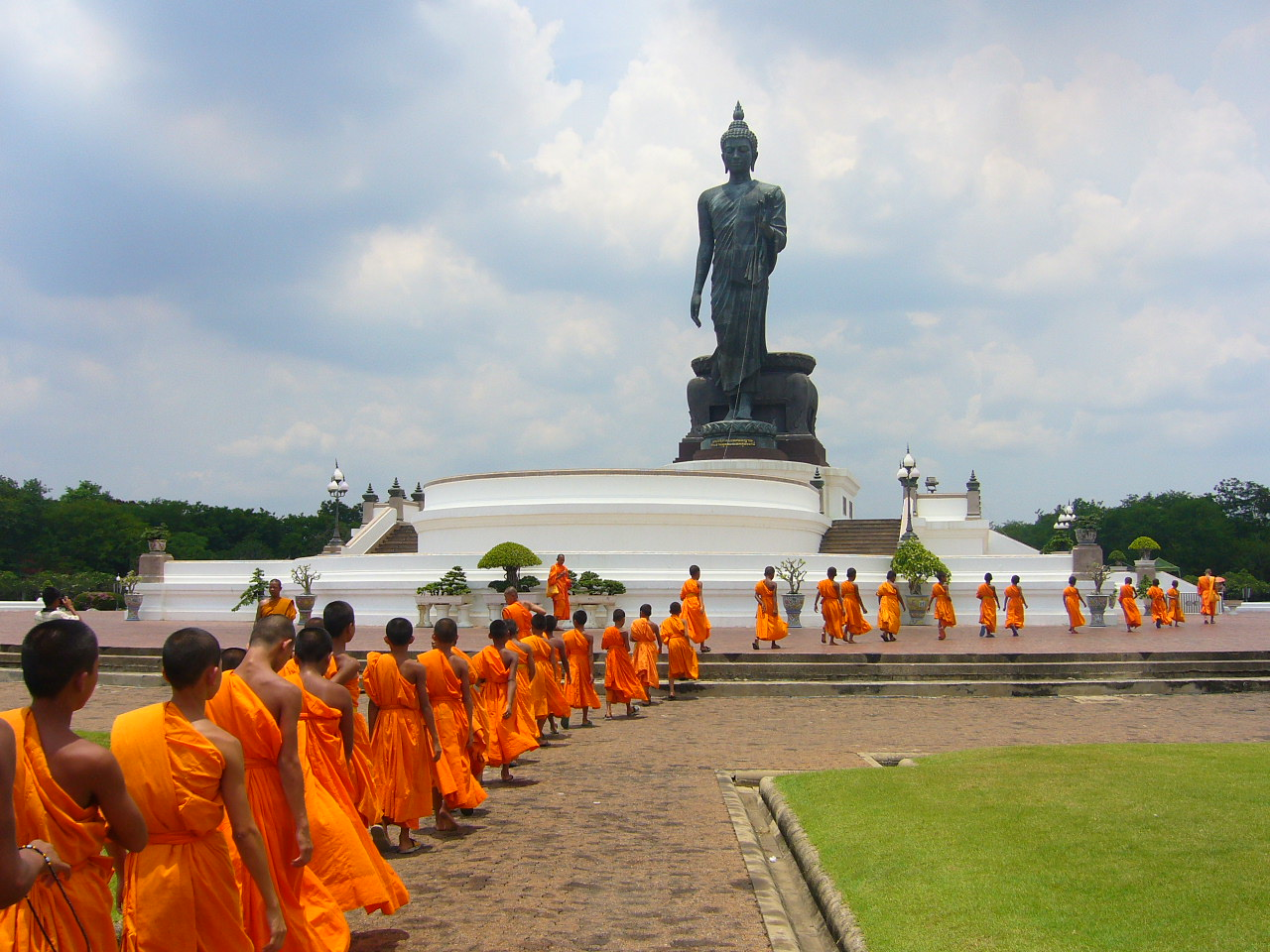
Праздник Висакха Буча в Таиланде

Праздник Лои Кратонг проводится на двенадцатое полнолуние по тайскому лунному календарю, обычно начале ноября. В этот праздник тайцы делают маленькие плоты из искусно сложенных банановых листьев с цветами, свечами, ароматическими палочками и маленькими подарками. Плот пускается в плавание, что символизирует прощение всех обид и возможность начать заново жизнь. Праздник имеет древние корни и восходит к анимистическим верованиям, традициям почитания духов воды.
День матери (День рождения королевы) отмечается в Таиланде 12 августа. Праздник был приурочен к Дню рождения супруги короля Рамы IX — королевы Сирикит. В честь Дня матери на улицах городов в стране вывешивают голубые флаги с символикой королевского дома, мужчины дарят женщинам сувениры с цветком жасмина, так как жасмин был цветком королевы.
Национальный день слона или Чанг празднуется в Таиланде ежегодно 13 марта, отмечая культурное и историческое значение слона в Таиланде. «День слона» является одним из самых значимых национальных праздников. 13 марта в королевстве проводятся буддистские церемонии. Для слонов устраиваются праздничные обеды.